# Équipe de France d'athlétisme aux Jeux olympiques
Pour des articles plus généraux, voir France aux Jeux olympiques et Athlétisme aux Jeux olympiques.
| |  |  |
| Marie-José Pérec (à gauche) après sa victoire sur 400 m lors des Jeux olympiques de 1996, est l'athlète française la plus titrée aux Jeux olympiques (3). Alain Mimoun (à droite) est le seul athlète français à avoir remporté quatre médailles olympiques, dont l'or sur marathon en 1956. |  |  |

La participation de la France aux épreuves d'athlétisme des Jeux olympiques débute aux Jeux de la première olympiade en 1896 à Athènes.
L'équipe de France d'athlétisme a participé à toutes les éditions des Jeux olympiques d'été (sauf officiellement aux Jeux de 1904 à Saint-Louis aux États-Unis, une médaille d'argent d'Albert Corey au marathon étant toutefois attribuée à la France).
Avec trois médailles d'or remportées (sur 200 m et 400 m en 1992 et 1996), Marie-José Pérec est l'athlète française — hommes et femmes confondus — la plus titrée aux Jeux olympiques. Alain Mimoun, médaillé d'or sur marathon en 1956 et  triple médaillé d'argent en 1948 et 1952, est l'athlète le plus récompensé avec 4 médailles.

## Bilan
Après les Jeux olympiques de 2024 à Paris, le bilan de l'athlétisme français est de 71 médailles (dont 14 en or, 28 en argent et 30 en bronze), constituées de 56 médailles masculines et 16 médailles féminines.
Par métal
| Or | Argent | Bronze | Total |
| 14 | 28     | 30     | 72    |
| -- | ------ | ------ | ----- |

Par genre
| Hommes | Femmes | Total |
| 56     | 16     | 71    |
| ------ | ------ | ----- |

## Historique

### 1896-1912

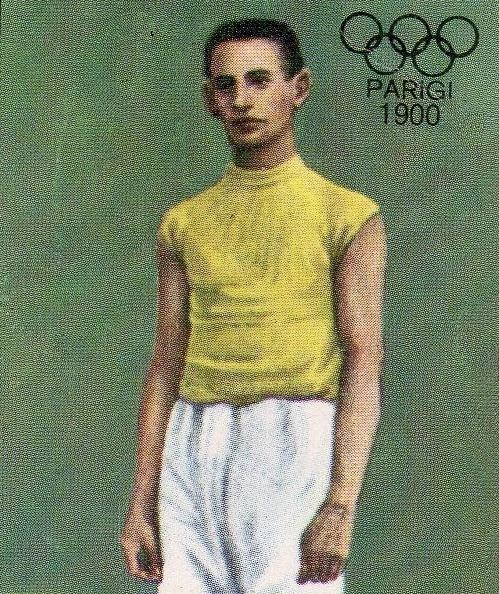
Michel Théato, premier champion olympique français en athlétisme, sur marathon en 1900 à Paris.

La France participe aux premiers Jeux olympiques de l'ère moderne en 1896 à Athènes. Parmi les 6 athlètes engagés le franco-grec Alexandre Tuffèri se classe deuxième de l'épreuve du triple saut et obtient la première médaille olympique française en athlétisme. L'autre médaille française est attribuée à Albin Lermusiaux qui se classe 3e du 1 500 m.
Lors des Jeux olympiques de 1900 qui se déroulent à Paris, le Luxembourgeois courant pour la France Michel Théato remporte l'épreuve du marathon et devient le premier champion olympique français en athlétisme. Des médailles d'argent sont attribuées à Émile Champion sur marathon, à Henri Deloge sur 1 500 m, à Henri Tauzin sur 400 m haies et aux concurrents du 5 000 m par équipe (André Castanet, Albert Champoudry, Jean Chastanié, Henri Deloge et Gaston Ragueneau), et des médailles de bronze à Jean Chastanié sur 2 500 m steeple et à Émile Torchebœuf au saut en longueur sans élan.
La France n'envoie officiellement aucune délégation pour les Jeux olympiques de 1904 se déroulant à Saint Louis aux États-Unis. Or, lors de l'épreuve du marathon, le Français courant pour les États-Unis, Albert Corey, se classe deuxième de l'épreuve. Longtemps comptabilisée pour les Etats-Unis, la médaille est rétroactivement attribuée à la France par le Comité international olympique en 2021.
Aux Jeux olympiques de 1908 à Londres, Géo André s'adjuge la médaille d'argent du saut en hauteur, terminant ex-aequo avec deux autres athlètes. Dans l'épreuve du 3 miles par équipes, disputée pour la seule fois de l'histoire aux Jeux olympiques, la France composée de  Joseph Dréher, Louis de Fleurac, Paul Lizandier, Jean Bouin et Alexandre Fayollat obtient la médaille de bronze.
Deux médailles d'argent sont remportées par l'équipe de France lors des Jeux olympiques de 1912 à Stockholm : par Jean Bouin tout d'abord dans l'épreuve du 5 000 m, puis par Charles Lelong, Robert Schurrer, Pierre Failliot et Charles Poulenard dans l'épreuve du relais 4 × 400 m.

### 1920-1936

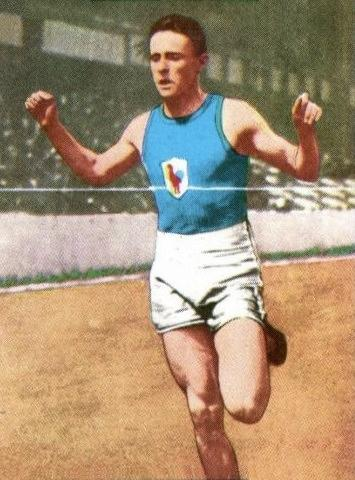
Joseph Guillemot, champion olympique du 5000 m en 1920.

Aux Jeux olympiques de 1920 à Anvers, Joseph Guillemot remporte la médaille d'or du 5 000 m et la médaille d'argent du 10 000 m. Le relais 4 × 100 m masculin (René Lorain, René Tirard, René Mourlon et Émile Ali-Khan) décroche la médaille d'argent et le relais 4 × 400 m masculin (Géo André, Gaston Féry, Maurice Delvart et André Devaux) la médaille de bronze.
Les Jeux olympiques de 1924 se déroulent pour la deuxième fois à Paris. Aucun titre olympique n'est remporté par l'équipe de France. En revanche, trois médailles de bronze sont attribuées : à Paul Bontemps sur 3 000 m steeple, à Pierre Lewden au saut en hauteur, et à l'équipe de cross-country par équipes composée de Henri Lauvaux, Gaston Heuet et Maurice Norland.
Boughéra El Ouafi devient champion olympique du marathon en 1928 à Amsterdam. Les deux autres médaillés français sont Jules Ladoumègue dans l'épreuve du 1 500 m et Claude Ménard dans l'épreuve du saut en hauteur. Pour la première fois, les femmes participent aux Jeux olympiques, dont 9 françaises.
Parmi les 15 athlètes engagés français aux Jeux olympiques de 1932 se déroulant à Los Angeles, seul Paul Winter parvient à décrocher une médaille, en bronze dans l'épreuve du lancer du disque.
Pour la première fois de l'histoire, aucun athlète français ne remporte de médaille olympique à l'occasion des Jeux de 1936 à Berlin.

### 1948-1964

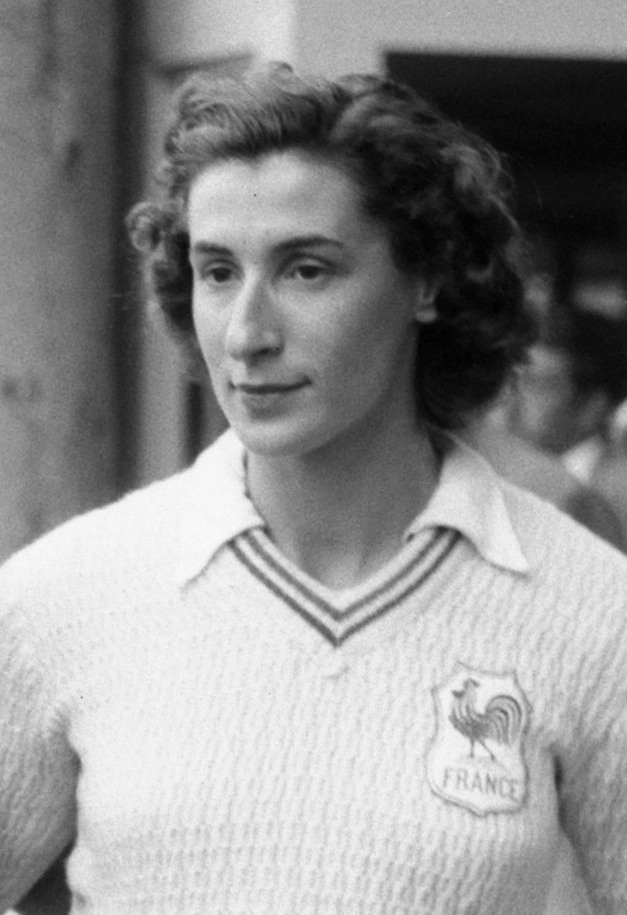
Micheline Ostermeyer remporte trois médailles, dont deux en or, lors des Jeux olympiques de 1948.

En 1948, lors des Jeux olympiques de Londres, Micheline Ostermeyer devient la première athlète française à s'adjuger deux titres olympiques, au lancer du disque, puis au lancer du poids. La France obtient le record absolu de médailles lors des Jeux olympiques (8). L'argent est remporté par Ignace Heinrich (décathlon), Alain Mimoun (10 000 m) et le relais 4 × 400 m (Robert Chef d’Hôtel, Jean Kerébel, Jacques Lunis et Francis Schewetta), le bronze par Marcel Hansenne (800 m), Jacqueline Mazéas (lancer du disque) et Micheline Ostermeyer qui obtient une troisième médaille dans ces Jeux, dans l'épreuve du saut en hauteur.
Alain Mimoun remporte deux nouvelles médailles d'argent aux Jeux olympiques de 1952 à Helsinki, s'inclinant à chaque fois sur 5 000 m et 10 000 m devant Emil Zátopek,. Aucun autre athlète français ne monte sur un podium.
Après trois médailles d'argent, Alain Mimoun décroche enfin l'or olympique, à l'occasion du marathon Jeux olympiques de 1956 à Melbourne, et ce sous une chaleur accablante (36 °C à l'ombre), devenant l'athlète français le plus médaillé de l'histoire des Jeux olympiques
Deux français s'illustrent lors des Jeux olympiques de 1960 à Rome : Michel Jazy tout d'abord qui remporte la médaille d'argent du 1 500 m, et Abdoulaye Seye ensuite qui décroche la médaille de bronze du 200 m.
En 1964 aux Jeux olympiques de Tokyo, Maryvonne Dupureur monte sur la deuxième marche du podium sur 800 m. La seconde médaille de l'équipe de France est remportée par le relais 4 × 100 m masculin (Paul Genevay, Bernard Laidebeur, Claude Piquemal et Jocelyn Delecour) qui se classe troisième de l'épreuve.

### 1968-1984

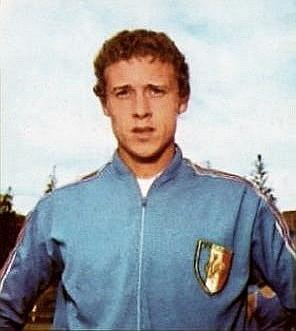
Guy Drut champion olympique du 110 m haies en 1976, et médaillé d'argent en 1972.

En 1968, lors des Jeux olympiques de Mexico, Colette Besson remonte toutes ses concurrentes dans la dernière ligne droite et remporte le titre olympique du 400 m, devenant la première championne olympique française depuis Micheline Ostermeyer en 1948. La deuxième médaille française est en bronze et est remportée par les relayeurs du 4 × 100 m Gérard Fenouil, Roger Bambuck, Jocelyn Delecour, Claude Piquemal, les deux derniers obtenant une deuxième médaille de bronze consécutive dans cette discipline.
Quatre ans plus tard aux Jeux olympiques de 1972 à Munich, Guy Drut s'empare de la médaille d'argent du 110 m haies derrière l'Américain Rod Milburn et devient le premier athlète français médaillé dans cette discipline. Dans l'épreuve du relais 4 × 400 m masculin, l'équipe de France composée de Gilles Bertould, Daniel Vélasquez, Francis Kerbiriou et Jacques Carette, s'adjuge la médaille de bronze.
Après l'argent en 1972, Guy Drut remporte la médaille d'or du 110 m haies en 1976 à Montréal, devenant le premier européen champion olympique de la discipline, et le premier non américain à s'imposer depuis 1928. Il est le premier champion olympique masculin français en athlétisme depuis Alain Mimoun en 1956. La France ne remporte pas d'autres médailles lors de ces Jeux.
Aux Jeux olympiques de 1980, l'unique médaille française est acquise par le relais 4 × 100 m masculin composé de Patrick Barré, Pascal Barré, Hermann Panzo et Antoine Richard.
Pierre Quinon devient champion olympique du saut à la perche en 1984 à Los Angeles tandis que Thierry Vigneron s'adjuge la médaille de bronze. Joseph Mahmoud décroche la médaille d'argent sur 3 000 m steeple, Michèle Chardonnet la médaille de bronze du 100 m haies après plusieurs mois d'attente.

### 1988-2004

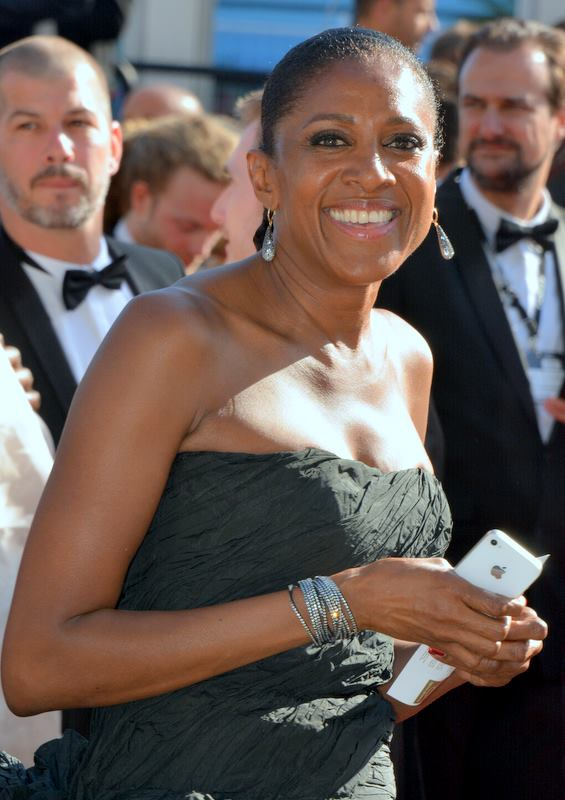
Marie-José Pérec, triple championne olympique (1992 et 1996).

Une seule médaille est remportée par l'équipe de France lors des Jeux olympiques de 1988 à Séoul, le bronze au titre du relais 4 × 100 m masculin par Bruno Marie-Rose, Daniel Sangouma, Gilles Quénéhervé et Max Morinière.
Quatre ans plus tard, à Barcelone lors des Jeux olympiques de 1992, Marie-José Pérec obtient la première médaille d'or olympique française depuis Pierre Quinon en 1984, s'imposant dans l'épreuve du 400 m. Elle obtient la seule médaille pour l'équipe de France.
Aux Jeux olympiques de 1996 à Atlanta, Marie-José Pérec conserve son titre olympique sur 400 m mais décroche également le titre sur 200 m, devenant la deuxième athlète française à réussir un doublé olympique après Micheline Ostermeyer en 1948, et la première athlète — hommes et femmes confondus — à décrocher trois titres olympiques en athlétisme. Au saut à la perche masculin, Jean Galfione décroche l'or et succède à Pierre Quinon, champion olympique dans cette discipline en 1984. Par ailleurs, Patricia Girard-Léno remporte la médaille de bronze du 100 m haies, portant le nombre de médailles française à 4.
Pour la première fois depuis les Jeux olympiques de 1936, aucune médaille française n'est remportée lors des Jeux olympiques de 2000 à Sydney.
Deux médailles de bronze sont remportées par la France lors des Jeux olympiques de 2004 à Athènes : Naman Keïta sur 400 m haies. et Véronique Mang, Muriel Hurtis, Sylviane Félix et Christine Arron au titre du relais 4 × 100 m féminin.

### 2008-2024

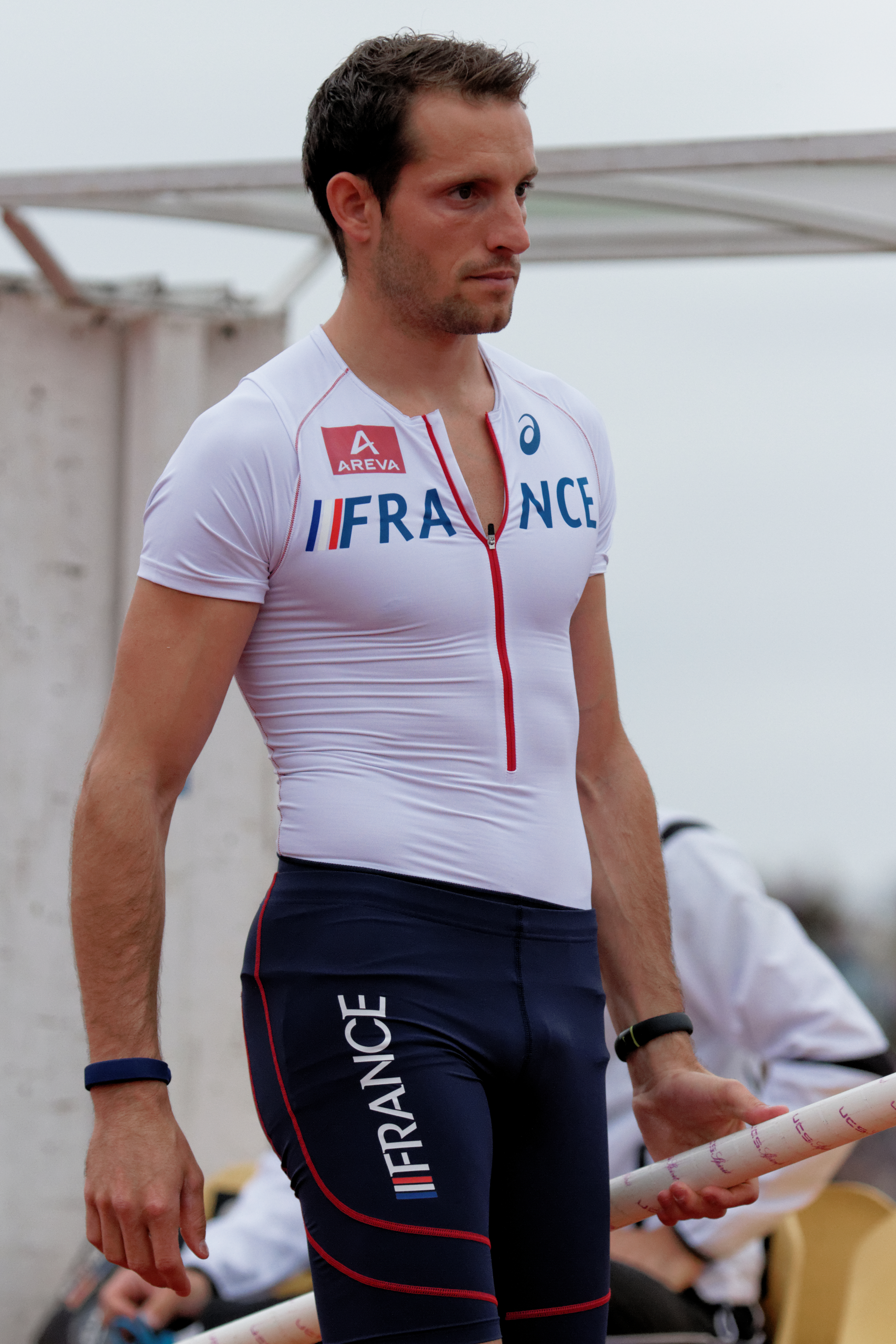
Renaud Lavillenie, champion olympique en 2012 et vice-champion olympique en 2016.

Trois médailles sont remportées par l'équipe de France durant les Jeux olympiques de 2008. En argent, Mahiedine Mekhissi-Benabbad devient le premier à empêcher un doublé kényan sur 3 000 m steeple depuis 1984 et Joseph Mahmoud, dernier médaillé olympique français dans cette épreuve. Mehdi Baala obtient la médaille de bronze sur 1 500 m après la disqualification pour dopage du Bahreïnien Rachid Ramzi. Au lancer du marteau féminin, Manuela Montebrun décroche la médaille de bronze.
Lors des Jeux olympiques de 2012 à Londres, Renaud Lavillenie devient le premier champion olympique d'athlétisme depuis Marie-José Pérec et Jean Galfione en 1996, établissant à cette occasion un nouveau record olympique du saut à la perche avec 5,97 m. Mahiedine Mekhissi-Benabbad remporte sa deuxième médaille d'argent consécutive sur 3 000 m steeple tandis que le relais masculin français composé de Jimmy Vicaut, Christophe Lemaitre, Pierre-Alexis Pessonneaux et Ronald Pognon se classe troisième du relais 4 × 100 m après disqualification pour dopage du relais des Etats-Unis.
L'équipe de France d'athlétisme obtient son meilleur total depuis les Jeux olympiques de 1948 à l'occasion des Jeux olympiques de 2016 à Rio de Janeiro en remportant 6 médailles, mais aucune en or. Renaud Lavillenie remporte la médaille d'argent du saut à la perche tout comme Kevin Mayer qui décroche la première médaille française au décathlon depuis Ignace Heinrich en 1948. Au lancer du disque féminin, Mélina Robert-Michon devient vice-championne olympique à 37 ans, pour sa cinquième participation à des Jeux olympiques. En bronze sur 3 000 m steeple, Mahiedine Mekhissi-Benabbad devient le premier athlète français à remporter trois médailles en trois éditions de Jeux olympiques. Dimitri Bascou sur 110 m haies et Christophe Lemaitre sur 200 m, s'adjugent également une médaille de bronze.
En 2021, aux Jeux olympiques de Tokyo, Kevin Mayer est le seul médaillé français en athlétisme. Il se classe deuxième du décathlon et s'adjuge sa deuxième médaille d'argent olympique consécutive.
Médaillée d'argent du 100 m haies, en étant devancée d'un centième de seconde par l'Américaine Masai Russell, Cyréna Samba-Mayela est l'unique médaillée française en athlétisme lors des Jeux olympiques de 2024 en France.

## Médaillés olympiques français

### Liste
| Édition | Lieu           | Or                                                                                       | Argent | Bronze | Médailles masculines | Médailles féminines | Total médailles |
| ------- | -------------- | ---------------------------------------------------------------------------------------- | --- | --- | -------------------- | ------------------- | --------------- |
| 1896    | Athènes        |                                                                                          | • Alexandre Tuffèri (triple saut) | • Albin Lermusiaux (1 500 m) | 2                    | 0                   | 2               |
| 1900    | Paris          | • Michel Théato (marathon)                                                               | • Émile Champion (marathon) • Henri Deloge (1 500 m) • Henri Tauzin (400 m haies) • 5 000 m par équipes (André Castanet, Albert Champoudry, Jean Chastanié, Henri Deloge et Gaston Ragueneau) | • Jean Chastanié (2 500 m steeple) • Émile Torchebœuf (saut en longueur sans élan)                                                               | 7                    | 0                   | 7               |
| 1904    | Saint Louis    |                                                                                          | • Albert Corey (marathon) | | 1                    | 0                   | 1               |
| 1908    | Londres        |                                                                                          | • Géo André (saut en hauteur) | • 3 miles par équipes (Joseph Dréher, Louis de Fleurac, Paul Lizandier, Jean Bouin et Alexandre Fayollat)                                        | 2                    | 0                   | 2               |
| 1912    | Stockholm      |                                                                                          | • Jean Bouin (5 000 m) • Relais 4 × 400 m masculin (Charles Lelong, Robert Schurrer, Pierre Failliot et Charles Poulenard)                                                                    | | 2                    | 0                   | 2               |
| 1920    | Anvers         | • Joseph Guillemot (5 000 m)                                                             | • Joseph Guillemot (10 000 m) • Relais 4 × 100 m masculin (René Lorain, René Tirard, René Mourlon et Émile Ali-Khan)                                                                          | • Relais 4 × 400 m masculin (Géo André, Gaston Féry, Maurice Delvart et André Devaux)                                                            | 4                    | 0                   | 4               |
| 1924    | Paris          |                                                                                          | | • Paul Bontemps (3 000 m steeple) • Pierre Lewden (saut en hauteur) • Cross-country par équipes (Henri Lauvaux, Gaston Heuet et Maurice Norland) | 3                    | 0                   | 3               |
| 1928    | Amsterdam      | • Boughéra El Ouafi (marathon)                                                           | • Jules Ladoumègue (1 500 m) | • Claude Ménard (saut en hauteur) | 3                    | 0                   | 3               |
| 1932    | Los Angeles    |                                                                                          | | • Paul Winter (lancer du disque) | 1                    | 0                   | 1               |
| 1936    | Berlin         |                                                                                          | | | 0                    | 0                   | 0               |
| 1948    | Londres        | • Micheline Ostermeyer (lancer du poids) • Micheline Ostermeyer (lancer du disque)       | • Ignace Heinrich (décathlon) • Alain Mimoun (10 000 m) • Relais 4 × 400 m masculin (Robert Chef d’Hôtel, Jean Kerébel, Jacques Lunis et Francis Schewetta)                                   | • Marcel Hansenne (800 m) • Jacqueline Mazéas (lancer du disque) • Micheline Ostermeyer (saut en hauteur)                                        | 4                    | 4                   | 8               |
| 1952    | Helsinki       |                                                                                          | • Alain Mimoun (5 000 m) • Alain Mimoun (10 000 m) | | 2                    | 0                   | 2               |
| 1956    | Melbourne      | • Alain Mimoun (marathon)                                                                | | | 1                    | 0                   | 1               |
| 1960    | Rome           |                                                                                          | • Michel Jazy (1 500 m) | • Abdoulaye Seye (200 m) | 2                    | 0                   | 2               |
| 1964    | Tokyo          |                                                                                          | • Maryvonne Dupureur (800 m) | • Relais 4 × 100 m masculin (Paul Genevay, Bernard Laidebeur, Claude Piquemal et Jocelyn Delecour)                                               | 1                    | 1                   | 2               |
| 1968    | Mexico         | • Colette Besson (400 m)                                                                 | | • Relais 4 × 100 m masculin (Gérard Fenouil, Jocelyn Delecour, Claude Piquemal et Roger Bambuck)                                                 | 1                    | 1                   | 2               |
| 1972    | Munich         |                                                                                          | • Guy Drut (110 m haies) | • Relais 4 × 400 m masculin (Gilles Bertould, Daniel Vélasquez, Francis Kerbiriou et Jacques Carette)                                            | 2                    | 0                   | 2               |
| 1976    | Montréal       | • Guy Drut (110 m haies)                                                                 | | | 1                    | 0                   | 1               |
| 1980    | Moscou         |                                                                                          | | • Relais 4 × 100 m masculin (Patrick Barré, Pascal Barré, Hermann Panzo et Antoine Richard)                                                      | 1                    | 0                   | 1               |
| 1984    | Los Angeles    | • Pierre Quinon (saut à la perche)                                                       | • Joseph Mahmoud (3 000 m steeple) | • Michèle Chardonnet (100 m haies) • Thierry Vigneron (saut à la perche)                                                                         | 3                    | 1                   | 4               |
| 1988    | Séoul          |                                                                                          | | • Relais 4 × 100 m masculin (Bruno Marie-Rose, Daniel Sangouma, Gilles Quénéhervé et Max Morinière)                                              | 1                    | 0                   | 1               |
| 1992    | Barcelone      | • Marie-José Pérec (400 m)                                                               | | | 0                    | 1                   | 1               |
| 1996    | Atlanta        | • Jean Galfione (saut à la perche) • Marie-José Pérec (200 m) • Marie-José Pérec (400 m) | | • Patricia Girard (100 m haies) | 1                    | 3                   | 4               |
| 2000    | Sydney         |                                                                                          | | | 0                    | 0                   | 0               |
| 2004    | Athènes        |                                                                                          | | • Naman Keïta (400 m haies) • Relais 4 × 100 m féminin (Véronique Mang, Muriel Hurtis, Sylviane Félix et Christine Arron)                        | 1                    | 1                   | 2               |
| 2008    | Pékin          |                                                                                          | • Mahiedine Mekhissi-Benabbad (3 000 m steeple) | • Mehdi Baala (1 500 m) • Manuela Montebrun (lancer du marteau)                                                                                  | 1                    | 2                   | 3               |
| 2012    | Londres        | • Renaud Lavillenie (saut à la perche)                                                   | • Mahiedine Mekhissi-Benabbad (3 000 m steeple) | • Relais 4 × 100 m masculin (Jimmy Vicaut, Christophe Lemaitre, Pierre-Alexis Pessonneaux et Ronald Pognon)                                      | 3                    | 0                   | 3               |
| 2016    | Rio de Janeiro |                                                                                          | • Renaud Lavillenie (saut à la perche) • Kevin Mayer (décathlon) • Mélina Robert-Michon (lancer du disque)                                                                                    | • Dimitri Bascou (110 m haies) • Christophe Lemaitre (200 m) • Mahiedine Mekhissi-Benabbad (3 000 m steeple)                                     | 5                    | 1                   | 6               |
| 2020    | Tokyo          |                                                                                          | • Kevin Mayer (décathlon) | | 1                    | 0                   | 1               |
| 2024    | Paris          |                                                                                          | • Cyréna Samba-Mayela (100 m haies) | | 0                    | 1                   | 1               |
| Total   | Total          | Total                                                                                    | Total | Total | 56                   | 16                  | 71              |

### Multiples médaillés
| Rang | Athlète                     | Éditions  | Or | Argent | Bronze | Total |
| ---- | --------------------------- | --------- | -- | ------ | ------ | ----- |
| 1    | Marie-José Pérec            | 1992-1996 | 3  | 0      | 0      | 3     |
| 2    | Micheline Ostermeyer        | 1948      | 2  | 0      | 1      | 3     |
| 3    | Alain Mimoun                | 1948-1956 | 1  | 3      | 0      | 4     |
| 4    | Guy Drut                    | 1972-1976 | 1  | 1      | 0      | 2     |
| 4    | Joseph Guillemot            | 1920      | 1  | 1      | 0      | 2     |
| 4    | Renaud Lavillenie           | 2012-2016 | 1  | 1      | 0      | 2     |
| 7    | Mahiedine Mekhissi-Benabbad | 2008-2016 | 0  | 2      | 1      | 3     |
| 8    | Kevin Mayer                 | 2016-2020 | 0  | 2      | 0      | 2     |
| 8    | Henri Deloge                | 1900      | 0  | 2      | 0      | 2     |
| 10   | Jean Chastanié              | 1900      | 0  | 1      | 1      | 2     |
| 10   | Georges André               | 1908-1920 | 0  | 1      | 1      | 2     |
| 10   | Jean Bouin                  | 1908-1912 | 0  | 1      | 1      | 2     |
| 13   | Jocelyn Delecour            | 1964-1968 | 0  | 0      | 2      | 2     |
| 13   | Claude Piquemal             | 1964-1968 | 0  | 0      | 2      | 2     |
| 13   | Christophe Lemaitre         | 2012-2016 | 0  | 0      | 2      | 2     |

## Records olympiques
Plusieurs athlètes français ont établi des records olympiques.
Hommes
- 400 m haies : Henri Tauzin, 1 min 0 s 2 le 14 juillet 1900 à Paris
- 5 000 m : Jean Bouin, 15 min 5 s 0 le 9 juillet 1912 à Stockholm
- Marathon : Boughéra El Ouafi, 2 h 32 min 57 s le 5 août 1928 à Amsterdam
- Saut à la perche :
  - Jean-Michel Bellot, 5,50 m puis 5,60 m le 30 juillet 1980 à Moscou
  - Philippe Houvion, 5,55 m puis 5,65 m le 30 juillet 1980 à Moscou
  - Jean Galfione, 5,92 m le 2 août 1996 à Atlanta
  - Renaud Lavillenie, 5,97 m le 10 août 2012 à Londres
  - Renaud Lavillenie, 5,98 m le 16 août 2016 à Rio de Janeiro

Femmes
- Saut en longueur : Yvonne Curtet, 5,64 m le 4 août 1948 à Londres
- Lancer du poids : Micheline Ostermeyer, 13,14 m puis 13,75 m le 4 août 1948 à Londres
- 800 m : Maryvonne Dupureur, 2 min 4 s 1 le 19 octobre 1964 à Tokyo
- 400 m : Marie-José Pérec, 48 s 25 le 29 juillet 1996 à Atlanta : actuel record olympique

## Participants par édition

### 1896

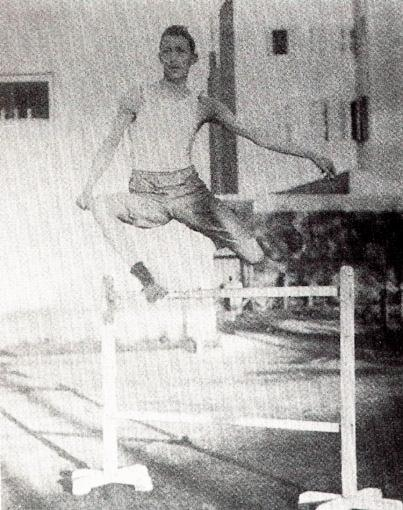
Alexandre Tuffèri, deuxième du triple saut en 1896.

| Épreuve          | Engagés                                                          |
| ---------------- | ---------------------------------------------------------------- |
| 100 m            | Alexandre Tuffèri, séries Adolphe Grisel, non classé             |
| 400 m            | Adolphe Grisel, non classé Frantz Reichel, non classé            |
| 800 m            | Albin Lermusiaux, finale (forfait) Georges de La Nézière, séries |
| 1 500 m          | Albin Lermusiaux, Médaille de bronze                             |
| Marathon         | Albin Lermusiaux, abandon                                        |
| 110 m haies      | Frantz Reichel, finale (forfait)                                 |
| Saut en longueur | Adolphe Grisel, non classé Alexandre Tuffèri, finale             |
| Triple saut      | Alexandre Tuffèri, Médaille d'argent                             |
| Lancer du disque | Adolphe Grisel, non classé                                       |

### 1900

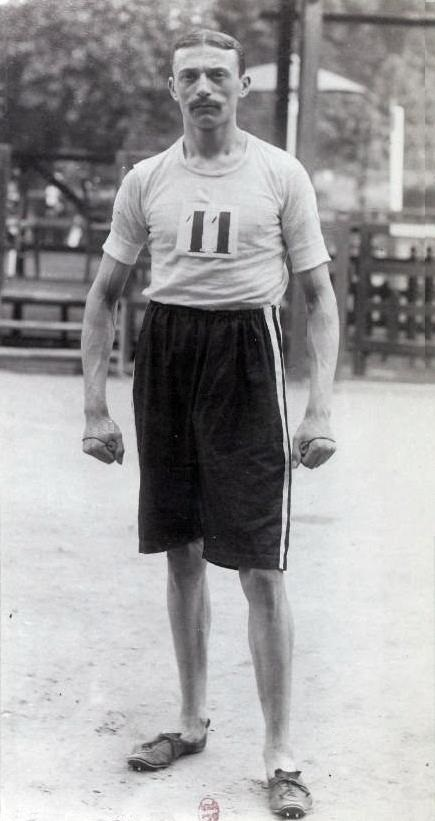
Henri Deloge, médaillé d'argent sur 1500 m et 5000 m par équipes.

| Épreuve                    | Engagés |
| -------------------------- | --- |
| 60 m                       | Adolphe Klingelhoeffer, séries Pierre Hamont, séries                                                                                              |
| 200 m                      | Adolphe Klingelhoeffer, séries |
| 400 m                      | Charles Faidide, séries Georges Clement, séries                                                                                                   |
| 800 m                      | Henri Deloge, 4e Maurice Salomez, séries |
| 1 500 m                    | Henri Deloge, Médaille d'argent · Louis Segondi, 7e                                                                                               |
| 5 000 m par équipes        | Henri Deloge, Gaston Ragueneau, Jean Chastanié, André Castanet, Albert Champoudry, médaille d'argent                                              |
| Marathon                   | Michel Théato, médaille d'or · Émile Champion, médaille d'argent · Eugène Besse, 4e · Auguste Marchais, abandon · Georges Touquet-Daunis, abandon |
| 110 m haies                | Jean Lécuyer, 4e Eugène Choisel, séries Adolphe Klingelhoeffer, séries                                                                            |
| 200 m haies                | Eugène Choisel, 4e Charles Gondouin, séries Henri Tauzin, séries                                                                                  |
| 400 m haies                | Henri Tauzin, Médaille d'argent |
| 2 500 m steeple            | Jean Chastanié, Médaille de bronze |
| 4 000 m steeple            | Jean Chastanié, 4e |
| Saut en hauteur            | Léon Monnier, 7e |
| Saut à la perche           | Émile Gontier, 4e |
| Saut en longueur           | Albert Delanoy, 5e |
| Saut en longueur sans élan | Émile Torchebœuf, Médaille de bronze |
| Lancer du disque           | Émile Gontier, 10e |

### 1904
Arrivant sans documents corrects, le français Albert Corey n'est pas inclus dans l'équipe de France, qui n'a officiellement pas envoyé de délégation pour les Jeux de 1904. Il court donc pour les États-Unis. Toutefois, la médaille est rétroactivement attribuée à la France par le Comité international olympique en 2021.
| Épreuve  | Engagés                         |
| -------- | ------------------------------- |
| Marathon | Albert Corey, médaille d'argent |

### 1908

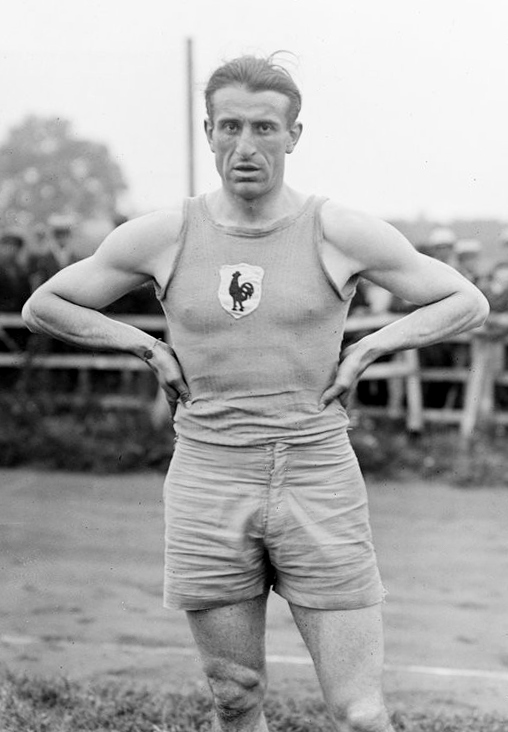
Georges André, médaillé d'argent aux saut en hauteur en 1908.

| Épreuve                    | Engagés                                                                                             |
| -------------------------- | --------------------------------------------------------------------------------------------------- |
| 100 m                      | Georges Malfait, séries Gaston Lamotte, séries Louis Lescat, séries Henri Meslot, séries            |
| 200 m                      | Georges Malfait, 1/2 finale Henri Meslot, séries                                                    |
| 400 m                      | Georges Malfait, 1/2 finale                                                                         |
| 1 500 m                    | Jean Bouin, séries Gaston Ragueneau, séries Joseph Dréher, séries Louis de Fleurac, séries          |
| 5 miles                    | Paul Lizandier, séries Gaston Ragueneau, abandon en séries                                          |
| 3 miles par équipes        | Louis de Fleurac, Joseph Dréher, Paul Lizandier, Jean Bouin, Alexandre Fayollat, médaille de bronze |
| 400 m haies                | Henri Meslot, séries Georges Dubois, abandon en séries                                              |
| 3 200 m steeple            | Louis de Fleurac, abandon en séries Gaston Ragueneau, abandon en séries                             |
| Saut en hauteur            | Georges André, médaille d'argent                                                                    |
| Saut en hauteur sans élan  | Georges André, 5e Alfred Motté, 5e                                                                  |
| Saut à la perche           | Robert Pascarel, qualifications Gaston Koeger, qualifications                                       |
| Saut en longueur           | Charles-Henri Gutierez, 21e                                                                         |
| Saut en longueur sans élan | Alfred Motté, résultats non connus Henri Jardin, résultats non connus                               |
| Lancer du poids            | Charles Lagarde, résultats non connus André Tison, résultats non connus                             |
| Lancer du disque           | André Tison, 8e Charles Lagarde, résultats non connus                                               |

### 1912

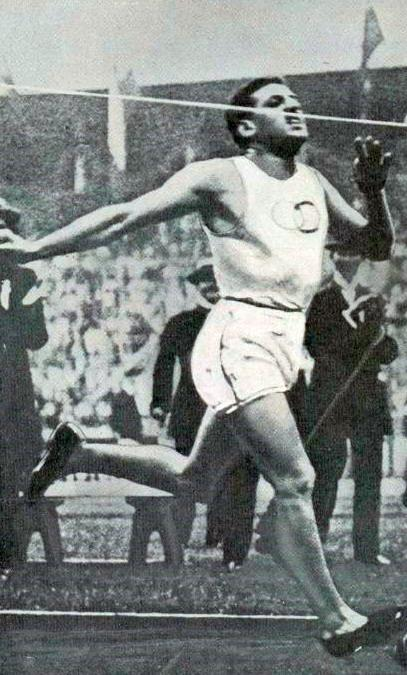
Jean Bouin, médaillé d'argent du 5000 m en 1912 à Stockholm.

| Épreuve                    | Engagés |
| -------------------------- | --- |
| 100 m                      | René Mourlon, 1/2 finale Julien Boullery, séries Marius Delaby, séries Pierre Failliot, séries Charles Lelong, séries Georges Rolot, séries Robert Schurrer, séries |
| 200 m                      | Georges Rolot, 1/2 finale Robert Schurrer, 1/2 finale Charles Lelong, séries Georges Malfait, séries Pierre Failliot, séries Charles Poulenard, séries              |
| 400 m                      | Charles Lelong, 1/2 finale Charles Poulenard, 1/2 finale Georges Malfait, séries Georges Rolot, séries Robert Schurrer, séries                                      |
| 800 m                      | Charles Poulenard, séries Joseph Caulle, séries |
| 1 500 m                    | Henri Arnaud, au-delà de la 8e place |
| 5 000 m                    | Jean Bouin médaille d’argent · Gaston Heuet, séries |
| 10 000 m                   | Gaston Heuet, séries |
| Marathon                   | Renon Boissière, 13e Louis Pautex, abandon |
| Cross-country individuel   | Henri Arnaud, abandon ou non partant Jean Bouin, abandon |
| 110 m haies                | Marius Delaby, 1/2 finale Georges André, 1/2 finale |
| 4 × 100 m                  | Pierre Failliot, Georges Rolot, Charles Lelong et René Mourlon, séries                                                                                              |
| 4 × 400 m                  | Charles Lelong, Robert Schurrer, Pierre Failliot et Charles Poulenard médaille d'argent                                                                             |
| Saut en hauteur            | André Labat, qualifications Georges André, qualifications |
| Saut en hauteur sans élan  | Georges André, qualifications |
| Saut à la perche           | Fernand Gonder, qualifications |
| Saut en longueur           | André Campana, qualifications |
| Saut en longueur sans élan | Alfred Motté, 10e Georges André, qualifications |
| Lancer du poids            | André Tison, 9e Raoul Paoli, qualifications Charles Lagarde, qualifications                                                                                         |
| Lancer du disque           | André Tison, qualifications Charles Lagarde, qualifications |
| Pentathlon                 | Pierre Failliot, 17e Georges André, 22e |
| Décathlon                  | Pierre Failliot, abandon Georges André, abandon |

### 1920

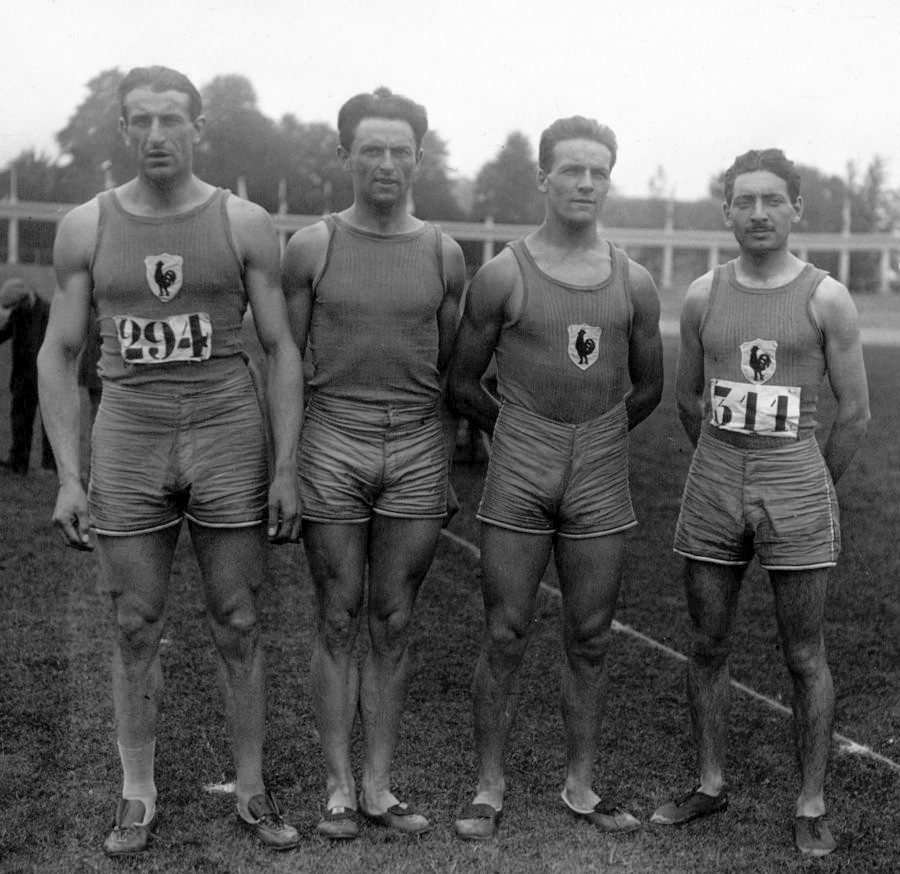
Le relais français médaillé de bronze des Jeux olympiques de 1920.

| Épreuve                   | Engagés |
| ------------------------- | --- |
| 100 m                     | Émile Ali-Khan, 5e René Mourlon, 1/4 de finale René Tirard, 1/4 de finale René Lorain, séries                            |
| 200 m                     | René Tirard, 1/4 de finale Robert Caste, 1/4 de finale René Lorain, 1/4 de finale Jean-René Seurin, séries               |
| 400 m                     | Géo André, 1/2 finale Gaston Féry, 1/2 finale Maurice Delvart, séries Eugène Bayon, séries                               |
| 800 m                     | Paul Esparbès, 8e Robert Goullieux, 1/2 finale Fernand Bauduin, 1/2 finale Kléber Argouac'h, 1/2 finale                  |
| 1 500 m                   | André Audinet, 6e René Leray, 10e Armand Burtin, séries Maurice De Coninck, séries                                       |
| 5 000 m                   | Joseph Guillemot médaille d’or · Lucien Duquesne, séries · Jean-Baptiste Manhès, séries                                  |
| 10 000 m                  | Joseph Guillemot médaille d’argent · Jean-Baptiste Manhès, 6e · Gaston Heuet, finale (abandon) · Lucien Duquesne, séries |
| Marathon                  | Albert Moché, 18e Henri Teyssedou, 25e Louis Ichard, abandon Amédée Trichard, abandon                                    |
| 110 m haies               | Henry Bernard, séries |
| 400 m haies               | Géo André, 4e Albert Lucas, séries Antony Jarrety, séries                                                                |
| 3 000 m steeple           | Edmond Brossard, séries Robert Geyer, séries Frédéric Langrenay, séries Georges Guillon, séries                          |
| 4 × 100 m                 | René Lorain, René Tirard, René Mourlon et Émile Ali Khan médaille d’argent                                               |
| 4 × 400 m                 | Géo André, Gaston Féry, Maurice Delvart et André Devaux médaille de bronze                                               |
| 3 000 m par équipes       | Armand Burtin, Gaston Heuet, Edmond Brossard, Lucien Duquesne et René Vignaud, 4e                                        |
| Cross-country individuel  | Gaston Heuet, 8e Gustave Lauvaux, 17e                                                                                    |
| Cross-country par équipes | Gaston Heuet, Gustave Lauvaux, Joseph Servella, Edmond Brossard, Edmond Bimont et Joseph Guillemot, 5e                   |
| 10 000 m marche           | Martial Simon, série (disqualifié)                                                                                       |
| Saut en hauteur           | Pierre Lewden, 7e René Labat, 9e Pierre Guilloux, qualifications                                                         |
| Saut en longueur          | Eugène Coulon, 11e Marcel Orfidan, 14e Charles Courtin, 17e Charles Guézille, 27e                                        |
| Triple saut               | Étienne Proux, 16e André Chilo, 17e Gustave Remouet, 19e                                                                 |
| Saut à la perche          | André Francquenelle, 10e Paul Lagarde, 11e Étienne Gajan                                                                 |
| Lancer du poids           | Raoul Paoli, 12e Henri Dozolme, 15e                                                                                      |
| Lancer du disque          | André Tison, 11e Émile Écuyer, 14e Daniel Pierre, 15e                                                                    |
| Lancer du javelot         | Pierre Grany, 14e Arthur Picard, 15e                                                                                     |

### 1924

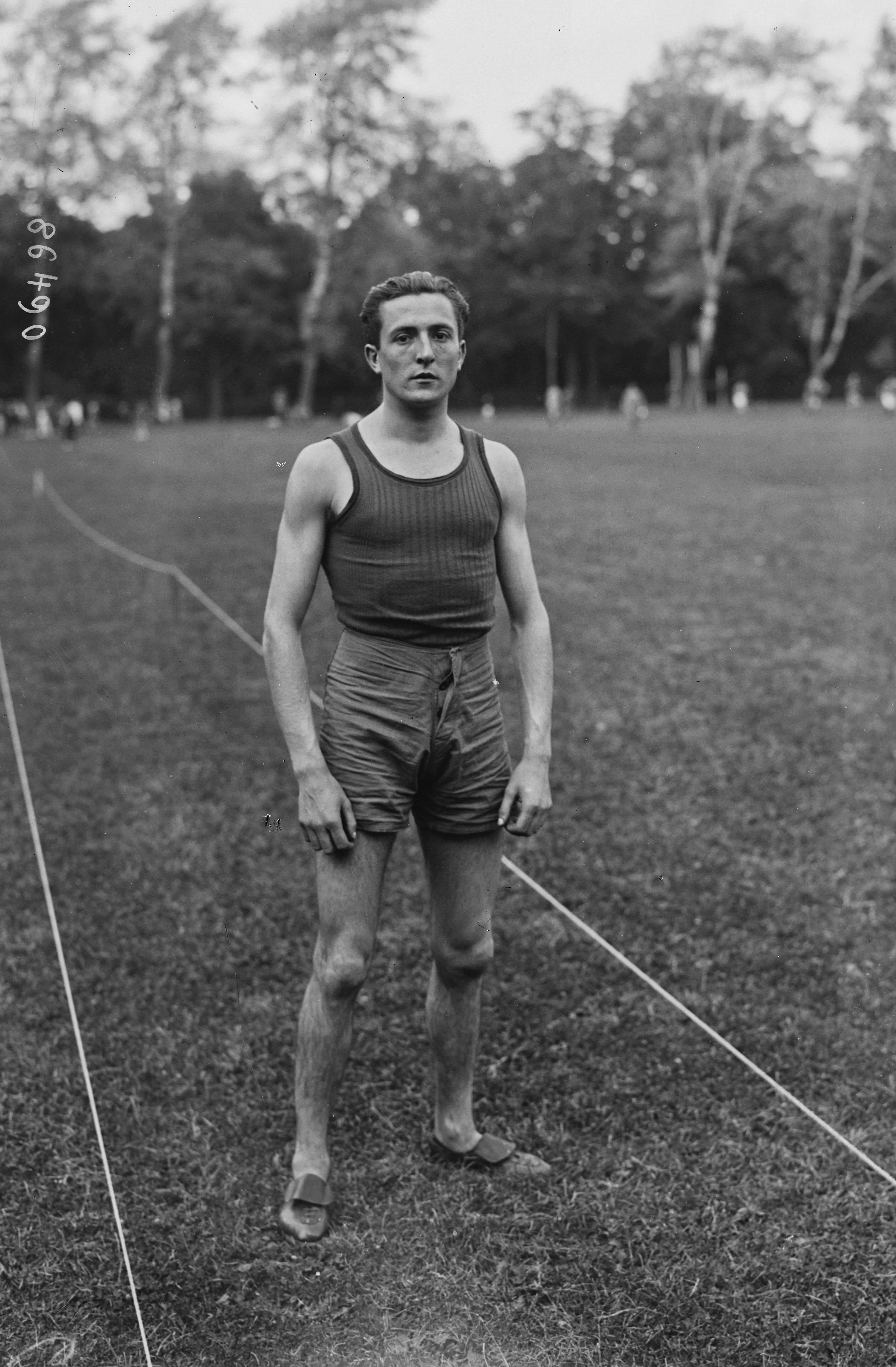
Pierre Lewden, médaillé de bronze au saut en hauteur en 1924.

| Épreuve                   | Engagés |
| ------------------------- | --- |
| 100 m                     | Maurice Degrelle : 1/2 finale André Mourlon : 1/4 de finale René Mourlon : 1/4 de finale Albert Heisé : 1/4 de finale                 |
| 200 m                     | André Mourlon :1/2 finale Joseph Jackson : 1/4 de finale Maurice Degrelle : 1/4 de finale Pierre Parrain : séries                     |
| 400 m                     | Barthélémy Favodon : 1/4 de finale Gaston Féry : 1/4 de finale Raymond Fritz : 1/4 de finale Raymond Jamois : séries                  |
| 800 m                     | Georges Baraton : 1/2 finale René Wiriath : 1/2 finale Louis Philipps : 1/2 finale Maurice Grosclaude : séries                        |
| 1 500 m                   | René Wiriath : 10e René Jubeau : séries Louis Philipps : séries Robert Chottin : séries                                               |
| 3 000 m par équipes       | Paul Bontemps, Armand Burtin, Léon Mascaux, Camille Barbaud, Jean Keller et Lucien Duquesne : 4e                                      |
| 5 000 m                   | Lucien Dolquès : 7e Léon Mascaux : 9e Maurice Norland : séries Lucien Duquesne : séries                                               |
| 10 000 m                  | Guillaume Tell : 7e Robert Marchal : 9e Henri Lauvaux : 11e Gaston Heuet : 12e                                                        |
| Marathon                  | Boughéra El Ouafi : 7e Jean-Baptiste Manhès : 12e Mohammed Ghermatti : 24e Gabriel Verger : abandon                                   |
| 10 km marche              | Henri Clermont : 10e François Decrombecque : séries                                                                                   |
| 110 m haies               | Gabriel Sempé : 1/2 finale Gilbert Allart : 1/2 finale Henry Bernard : séries                                                         |
| 400 m haies               | Géo André : 4e Roger Viel : 1/2 finale André Foussard : séries Pierre Arnaudin : séries                                               |
| 3 000 m steeple           | Paul Bontemps médaille de bronze · Albert Isola : 8e · Maurice De Coninck : séries · Georges Leclerc : séries                         |
| Cross-country individuel  | Henri Lauvaux : 5e Gaston Heuet : 10e Maurice Norland : 15e André Lauseig : abandon Lucien Dolquès : abandon Robert Marchal : abandon |
| Cross-country par équipes | Henri Lauvaux, Gaston Heuet, Maurice Norland, André Lauseig, Lucien Dolquès et Robert Marchal : médaille de bronze                    |
| 4 × 100 m                 | Maurice Degrelle, Albert Heisé, André Mourlon et René Mourlon : 5e                                                                    |
| 4 × 400 m                 | Raymond Fritz, Gaston Féry, Francis Galtier et Barthélémy Favodon : 5e                                                                |
| Saut en hauteur           | Pierre Lewden médaille de bronze · Pierre Guilloux : 7e · Édouard Barbazan : 10e · Édouard Dupiré : qualifications                    |
| Saut en longueur          | Louis Wilhelme : 5e Marcel Guillouet : 16e Louis-Henri Albinet : 20e Paul Couillaud : 24e                                             |
| Triple saut               | Louis Wilhelme : 17e André Clayeux : qualifications                                                                                   |
| Saut à la perche          | Paul Dufauret : 8e Maurice Vautier : 8e Marcel Muzard : 11e Robert Duthil : 11e                                                       |
| Lancer du poids           | Raoul Paoli : 9e Daniel Pierre : 16e Maxime Bousselaire : 22e                                                                         |
| Lancer du disque          | Paul Béranger : 14e Daniel Pierre : 19e                                                                                               |
| Lancer du marteau         | Robert Saint-Pé : 10e Pierre Zaïdin : 12e                                                                                             |
| Lancer du javelot         | Taka N'Gangué : 10e Taki N'Dio : 19e Samba Ciré : 20e Emmanuel Degland : 21e                                                          |
| Pentathlon                | Léon Courtejaire : abandon Roger Viel : abandon                                                                                       |
| Décathlon                 | Gabriel Sempé : abandon |

### 1928

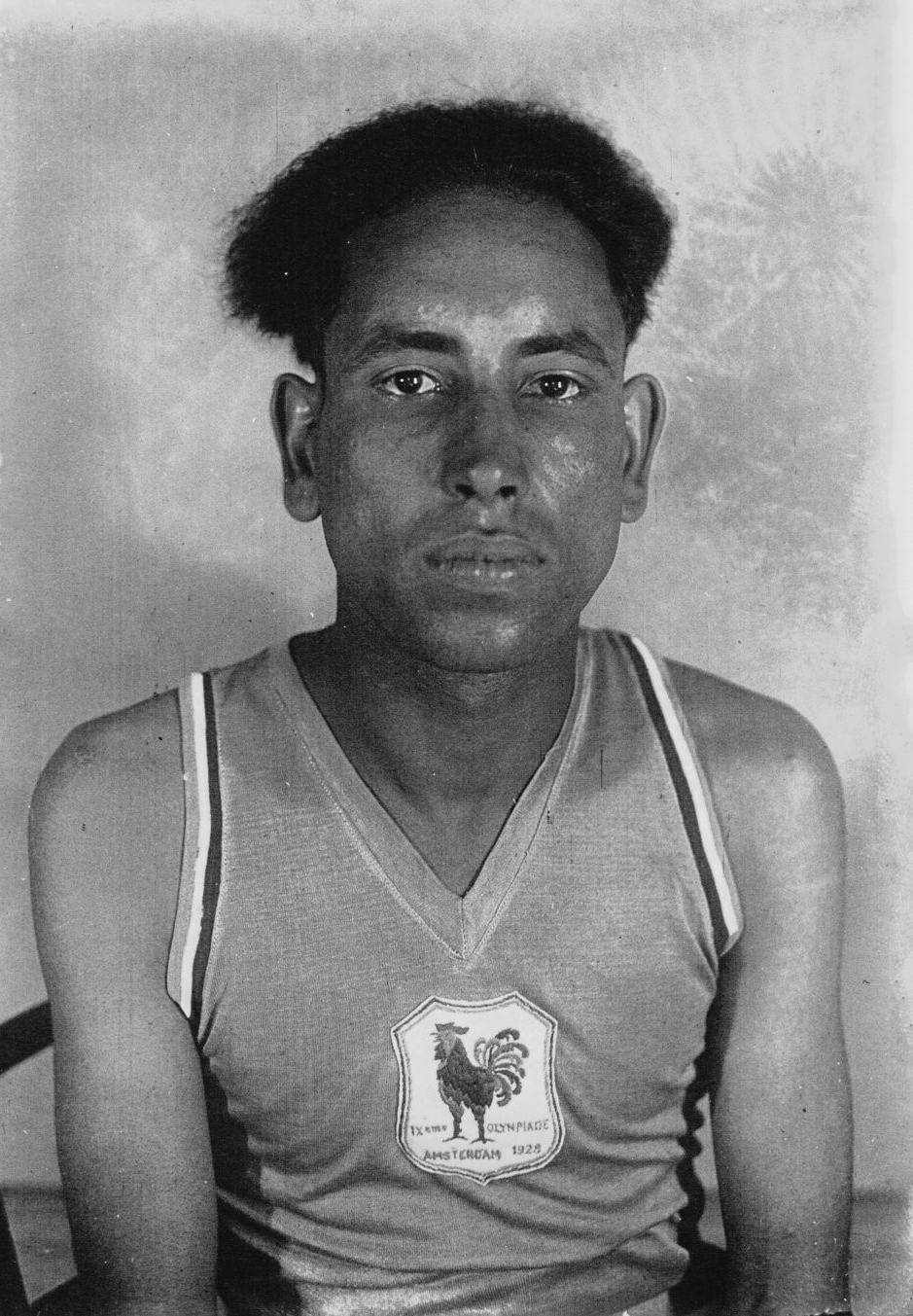
Boughéra El Ouafi, champion olympique du marathon en 1928 à Amsterdam.

| Hommes            | Hommes | Femmes           | Femmes |
| ----------------- | --- | ---------------- | --- |
| 100 m             | Gilbert Auvergne : 1/4 de finale André Mourlon : 1/4 de finale André Cerbonney : 1/4 de finale André Dufau : séries            | 100 m            | Georgette Gagneux : 1/2 finale Marguerite Radideau : 1/2 finale Lucienne Velu : séries Yolande Plancke : séries |
| 200 m             | André Cerbonney : 1/4 de finale Maurice Degrelle : 1/4 de finale Jérôme Mannaert : 1/4 de finale André Mourlon : 1/4 de finale |                  | |
| 400 m             | René Féger : 1/2 finale Georges Krotoff : 1/2 finale Joseph Jackson : 1/4 de finale Georges Dupont : 1/4 de finale             |                  | |
| 800 m             | Séra Martin : 6e Jean Keller : 8e Georges Baraton : 1/2 finale René Féger : séries                                             | 800 m            | Marcelle Neveu : séries Sébastienne Guyot : séries                                                              |
| 1 500 m           | Jules Ladoumègue médaille d’argent · Jean Keller : 11e                                                                         |                  | |
| 5 000 m           | Roger Pelé : séries Lucien Duquesne : séries Seghir Beddari : séries                                                           |                  | |
| 10 000 m          | Robert Marchal : 11e Seghir Beddari : 16e Henri Lauvaux : abandon                                                              |                  | |
| Marathon          | Boughéra El Ouafi médaille d’or · Jean Gérault : 23e · Marcel Denis : 28e · Guillaume Tell : 29e                               |                  | |
| 110 m haies       | Robert Marchand : 1/2 finale Gabriel Sempé : 1/2 finale                                                                        |                  | |
| 400 m haies       | Roger Viel : 1/2 finale André Adelheim : séries Édouard Max-Robert : séries                                                    |                  | |
| 3 000 m steeple   | Henri Dartigues : 5e Lucien Duquesne, 6e                                                                                       |                  | |
| 4 × 100 m         | André Cerbonney, Gilbert Auvergne, André Dufau, André Mourlon, : finale 4e place                                               | 4 × 100 m        | Georgette Gagneux, Yolande Plancke, Marguerite Radideau, Lucienne Velu : finale 4e place                        |
| 4 × 400 m         | Georges Krotoff, Joseph Jackson, Georges Dupont, René Féger : finale 6e place                                                  |                  | |
| Lancer du poids   | Édouard Duhour : 11e Raoul Paoli, 18e                                                                                          |                  | |
| Lancer du disque  | Jules Noël : 22e Raoul Paoli : 29e                                                                                             | Lancer du disque | Lucienne Velu : qualifications                                                                                  |
| Lancer du javelot | Emmanuel Degland : 24e |                  | |
| Saut en hauteur   | Claude Ménard médaille de bronze · André Cherrier : 7e · Pierre Lewden : 7e                                                    | Saut en hauteur  | Hélène Bons : 11e Lucienne Laudré : 12e Évelyne Cloupet : 14e                                                   |
| Saut en longueur  | Charles Alzieu : 27e Jacques Flouret : 28e                                                                                     |                  | |
| Saut à la perche  | Pierre Ramadier : qualifications Robert Vintousky : qualifications                                                             |                  | |

### 1932

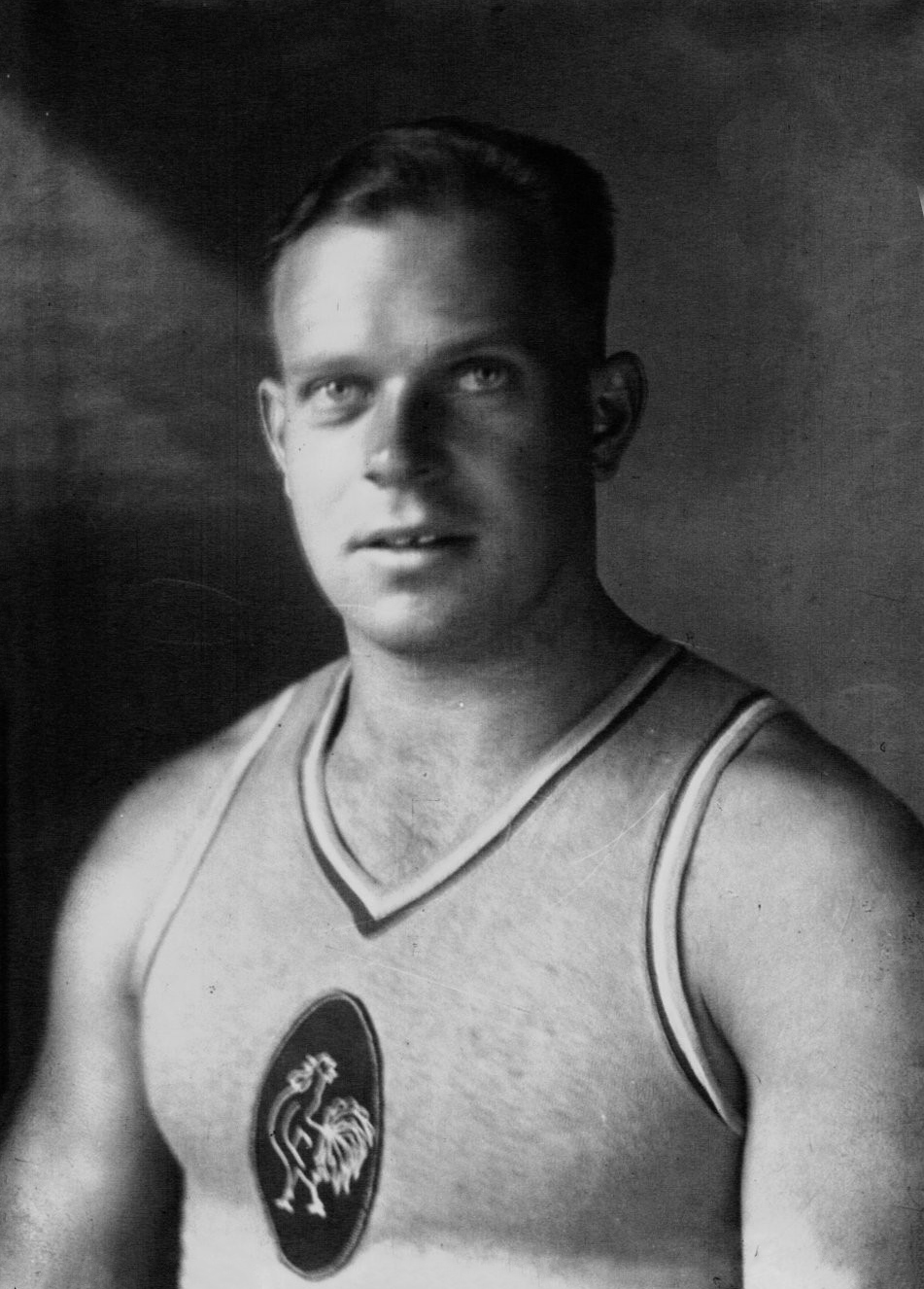
Paul Winter, médaillé de bronze du lancer du disque en 1932.

| Épreuve          | Hommes | Femmes                         |
| ---------------- | --- | ------------------------------ |
| 800 m            | Séra Martin : finale (8e place) Jean Keller : séries René Morel : séries                                        | Pas d'athlète féminine engagée |
| 5 000 m          | Roger Rochard : finale (abandon)                                                                                | Pas d'athlète féminine engagée |
| 400 m haies      | André Adelheim : 1/2 finale                                                                                     | Pas d'athlète féminine engagée |
| 3 000 m steeple  | Roger Vigneron : séries                                                                                         | Pas d'athlète féminine engagée |
| 50 km marche     | Henri Quintric : 7e                                                                                             | Pas d'athlète féminine engagée |
| Marathon         | François Bégeot : 16e                                                                                           | Pas d'athlète féminine engagée |
| Lancer du disque | Paul Winter Médaille de bronze (47,85 m) · Jules Noël : finale (4e place) · Clément Duhour : finale (16e place) | Pas d'athlète féminine engagée |
| Lancer du poids  | Paul Winter : finale (13e place) Jules Noël : finale (8e place) Clément Duhour : finale (11e place)             | Pas d'athlète féminine engagée |
| Saut en hauteur  | Claude Ménard : finale (9e place)                                                                               | Pas d'athlète féminine engagée |

### 1936

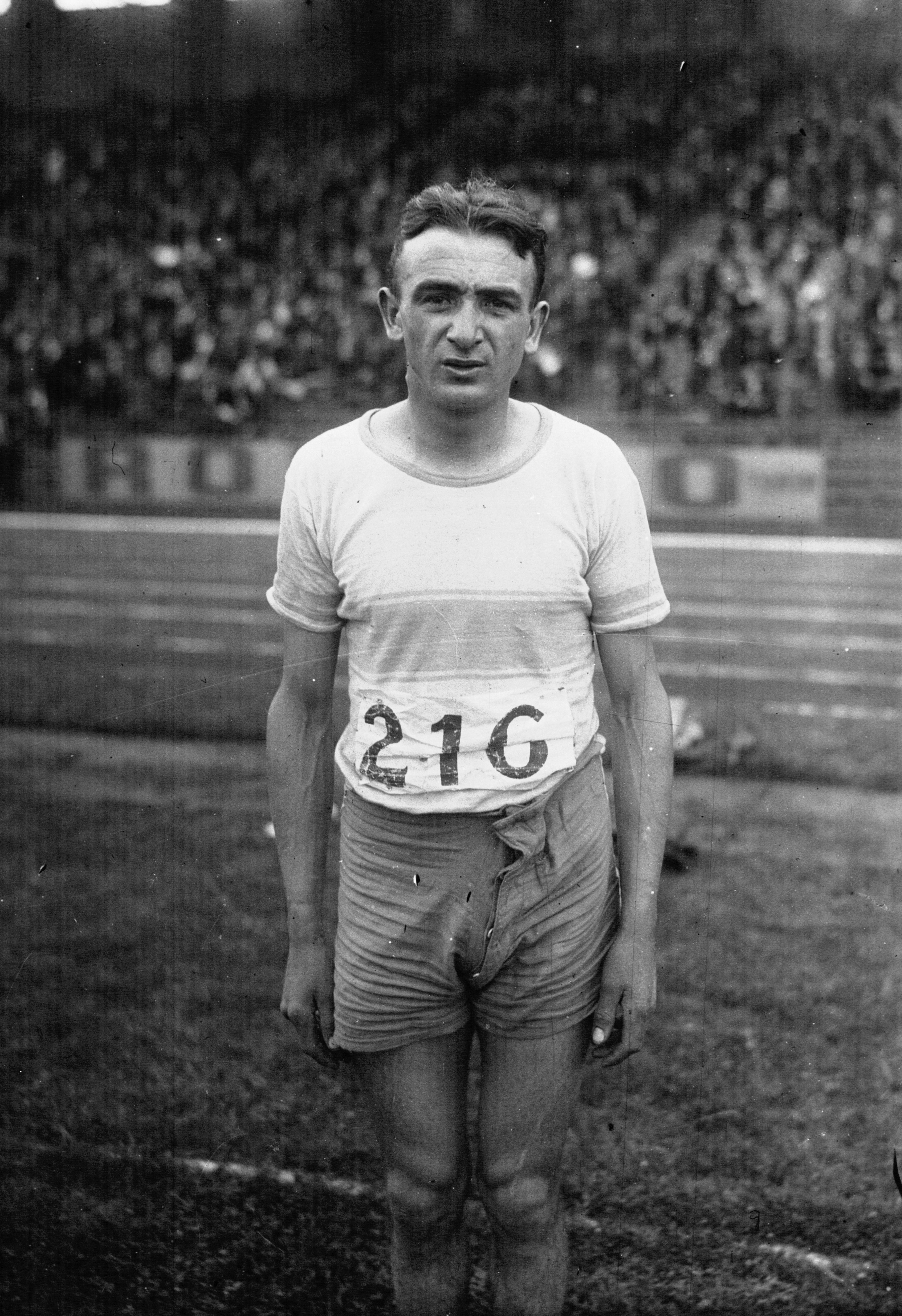
Robert Paul, finaliste au saut en longueur

| Hommes            | Hommes                                                                                       | Femmes           | Femmes                                             |
| ----------------- | -------------------------------------------------------------------------------------------- | ---------------- | -------------------------------------------------- |
| 100 m             | Paul Bronner : séries Maurice Carlton : séries Robert Paul : séries                          | 100 m            | Yvonne Mabille : séries Marguerite Perrou : séries |
| 200 m             | Paul Bronner : séries Pierre Dondelinger : séries                                            |                  |                                                    |
| 400 m             | Raymond Boisset : séries Georges Henry : 1/4 de finale Pierre Skawinski : 1/2 finale         |                  |                                                    |
| 800 m             | Raymond Petit : 1/2 finale René Soulier : 1/2 finale                                         |                  |                                                    |
| 1 500 m           | André Glatigny : séries Robert Goix : finale (8e place) Pierre Leichtnam : séries            |                  |                                                    |
| 5 000 m           | René Lécuron : séries Raymond Lefebvre : séries Roger Rochard : séries                       |                  |                                                    |
| 10 000 m          | André Sicard : 18e Lucien Tostain : 19e André Lonlas : 20e                                   |                  |                                                    |
| Marathon          | Émile Duval : 16e Nouba Khaled : 12e Fernand Leheurteur : 31e                                |                  |                                                    |
| 50 km marche      | Adrien Courtois : 13e Étienne Laisné : 8e                                                    |                  |                                                    |
|                   |                                                                                              | 80 m haies       | Yvonne Mabille : séries                            |
| 400 m haies       | Louis Gailliard (en) : séries Prudent Joye : séries                                          |                  |                                                    |
| 3 000 m steeple   | Roger Cuzol : séries René Desroches : séries Roger Rérolle : finale (11e place)              |                  |                                                    |
| 4 × 100 m         | Paul Bronner, Maurice Carlton, Pierre Dondelinger, Robert Paul : séries                      |                  |                                                    |
| 4 × 400 m         | Raymond Boisset, Georges Guillez, Georges Henry, Prudent Joye : séries                       |                  |                                                    |
|                   |                                                                                              | Saut en hauteur  | Marguerite Nicolas : finale (4e place)             |
| Saut en longueur  | Claude Heim : qualifications André Prébolin : qualifications Robert Paul : finale (8e place) |                  |                                                    |
| Saut à la perche  | André Crépin : finale (25e place) Pierre Ramadier : finale (17e place)                       |                  |                                                    |
| Lancer du poids   | Jules Noël : qualifications                                                                  |                  |                                                    |
| Lancer du disque  | Paul Winter : qualifications Jules Noël : finale (12e place)                                 | Lancer du disque | Lucienne Velu : finale (14e place)                 |
| Lancer du marteau | Joseph Wirtz : finale (16e place)                                                            |                  |                                                    |

### 1948

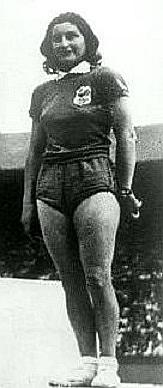
Jacqueline Mazéas sur le podium du lancer du disque aux Jeux de 1948.

| Hommes            | Hommes | Femmes           | Femmes |
| ----------------- | --- | ---------------- | --- |
| 100 m             | René Valmy : 1/4 de finale | 100 m            | Jeanine Moussier : séries |
| 200 m             | Julien Le Bas : 1/4 de finale Étienne Bally : séries                                                                          | 200 m            | Liliane Sprécher : séries Rosine Faugouin :1/2 finale                                                                                   |
| 400 m             | Jacques Lunis : 1/4 de finale Francis Schewetta : 1/4 de finale Raymond Crapet : séries                                       |                  | |
| 800 m             | Marcel Hansenne : médaille de bronze (1 min 49 s 9) · Robert Chef d’Hôtel : finale (7e place) · Gaston Mayordome : 1/2 finale |                  | |
| 1 500 m           | Marcel Hansenne : finale (11e place) Jean Vernier : séries Henri Klein : séries                                               |                  | |
| 5 000 m           | Maurice Pouzieux : séries Alain Mimoun : séries Jacques Vernier : séries                                                      |                  | |
| 10 000 m          | Ben Saïd Abdallah : finale (6e place) · Alain Mimoun : médaille d'argent (30 min 47 s 4) · André Paris : finale (23e place)   |                  | |
| Marathon          | Pierre Cousin : abandon René Josset : abandon Arsène Piesset : abandon                                                        |                  | |
| 10 km marche      | Émile Maggi : finale (6e place) Louis Courron : séries Louis Chevalier : séries                                               |                  | |
| 50 km marche      | Pierre Mazille : 7e Claude Hubert : 8e Henri Caron : 11e                                                                      |                  | |
|                   | | 80 m haies       | Yvette Monginou : finale (4e place) Jeanine Toulouse : 1/2 finale                                                                       |
| 110 m haies       | Hugues Frayer : 1/2 finale André-Jacques Marie : 1/2 finale Gilbert Omnès : séries                                            |                  | |
| 400 m haies       | Yves Cros : finale (5e place) Jean-Claude Arifon : 1/2 finale Jacques André : 1/2 finale                                      |                  | |
| 3 000 m steeple   | Alexandre Guyodo : finale (4e place) Roger Chesneau : finale (11e place) Raphaël Pujazon : finale (abandon)                   |                  | |
| 4 × 100 m         | Julien Le Bas, Marc Litaudon, Alain Porthault, René Valmy : séries                                                            | 4 × 100 m        | Rosine Faugouin, Jeanine Moussier, Liliane Sprécher, Jeanine Toulouse : séries                                                          |
| 4 × 400 m         | Jean Kerébel, Francis Schewetta, Robert Chef d’Hôtel, Jacques Lunis : médaille d'argent (3 min 14 s 8)                        |                  | |
| Saut en hauteur   | Georges Damitio : finale (5e place) Pierre Lacaze : finale (9e place) Claude Bénard : qualifications                          | Saut en hauteur  | Anne-Marie Colchen : finale (14e place) · Micheline Ostermeyer : médaille de bronze (1,61 m) · Simone Ruas : finale (9e place)          |
| Saut à la perche  | Victor Sillon : finale (9e place) Charles Bouvet : qualifications Georges Breitman : qualifications                           |                  | |
| Saut en longueur  | Georges Damitio : finale (6e place)                                                                                           | Saut en longueur | Yvonne Curtet : finale (8e place) Marguerite Martel : qualifications                                                                    |
| Triple saut       | Robert Bobin : qualifications Charles Épalle : qualifications                                                                 |                  | |
|                   | | Lancer du poids  | Paulette Veste : finale (4e place) · Micheline Ostermeyer : médaille d'or (13,75 m) · Paulette Laurent : finale (10e place)             |
|                   | | Lancer du disque | Jacqueline Mazéas : médaille de bronze (40,47 m) · Micheline Ostermeyer : médaille d'or (41,92 m) · Paulette Veste : finale (10e place) |
| Lancer du marteau | Pierre Legrain : qualifications                                                                                               |                  | |
| Lancer du javelot | Raymond Tissot : qualifications Pierre Sprecher : qualifications                                                              |                  | |
| Décathlon         | Ignace Heinrich : médaille d'argent (6 974 pts) · Pierre Sprecher : 14e · Jacques Crétaine : 22e                              |                  | |

### 1952

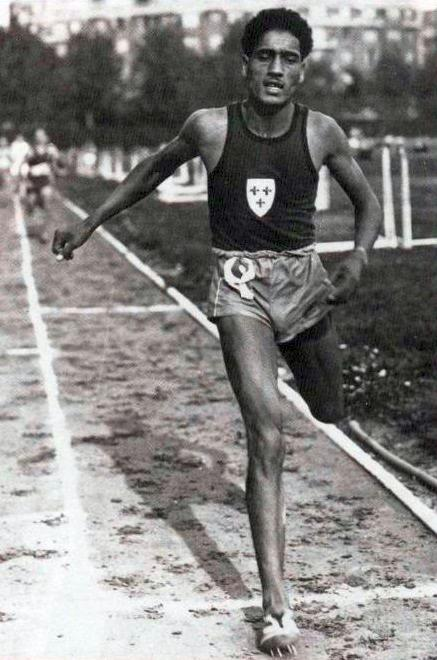
Patrick El Mabrouk termine 5e du 1500 m en 1952 à Helsinki.

| Épreuve           | Hommes | Femmes                                                                                           |
| ----------------- | --- | ------------------------------------------------------------------------------------------------ |
| 100 m             | Alain Porthault : 1/2 finale Étienne Bally : 1/4 de finale René Bonino : séries                                                  | Yvette Monginou : 1/4 de finale Alberte de Campou : séries Denise Laborie : séries               |
| 200 m             | Étienne Bally : 1/4 de finale Marcel Gerdil : 1/4 de finale Henri Brault : séries                                                | Marcelle Gabarrus : 1/2 finale Anne-Marie Lousteau : séries                                      |
| 400 m             | Yves Camus : 1/4 de finale Jacques Degats : 1/4 de finale Jean-Pierre Goudeau : séries                                           |                                                                                                  |
| 800 m             | Patrick El Mabrouk : 1/2 finale René Djian : séries                                                                              |                                                                                                  |
| 1 500 m           | Patrick El Mabrouk : finale (5e place) Jean Vernier : séries Pierre Gillet : séries                                              |                                                                                                  |
| 5 000 m           | Alain Mimoun : Médaille d'argent (14 min 7 s 4) · Jean Schlegel : séries · Ben Ahmed Abdelkrim : séries                          |                                                                                                  |
| 10 000 m          | Alain Mimoun : Médaille d'argent (29 min 32 s 8) · Ould Lamine Abdallah : finale (17e place) · Ahmed Labidi : finale (25e place) |                                                                                                  |
| Marathon          | Lionel Billas : abandon |                                                                                                  |
| 10 000 m marche   | Louis Chevalier : 4e place Émile Maggi : 7e place                                                                                |                                                                                                  |
| 50 km marche      | Raymond Lesage : 16e place Claude Hubert : 18e place Jean Strunc : 21e place                                                     |                                                                                                  |
| 80 m haies        | | Claudie Flament : 1/2 finale Yvette Monginou : séries Colette Elloy : séries                     |
| 110 m haies       | Jacques Dohen : séries Edmond Roudnitska : 1/2 finale                                                                            |                                                                                                  |
| 400 m haies       | Robert Bart : 1/4 de finale Jean Thureau : séries                                                                                |                                                                                                  |
| 3 000 m steeple   | André Lebrun : séries André Paris : séries Pierre Prat : séries                                                                  |                                                                                                  |
| 4 x 100 m         | Alain Porthault, Étienne Bally, Yves Camus, René Bonino : finale (5e place)                                                      | Alberte de Campou, Denise Laborie, Marcelle Gabarrus, Yvette Monginou : séries                   |
| 4 x 400 m         | Jean-Pierre Goudeau, Robert Bart, Jacques Degats, Jean-Paul Martin-du-Gard : finale (6e place)                                   |                                                                                                  |
| Saut en hauteur   | Georges Damitio : finale (13e place) Claude Bénard : finale (18e place)                                                          |                                                                                                  |
| Saut en longueur  | Paul Faucher : finale (8e place)                                                                                                 | Yvonne Curtet : finale (23e place) Suzanne Glotin : qualifications Éliane Dudal : qualifications |
| Triple saut       | Jacques Boulanger : qualifications Malik M'Baye : qualifications                                                                 |                                                                                                  |
| Lancer du poids   | Lucien Guillier : finale (11e place)                                                                                             | Paulette Veste : finale (9e place)                                                               |
| Lancer du disque  | Jean Maissant : finale (17e place) Lucien Guillier : qualifications                                                              | Paulette Veste : finale (16e place)                                                              |
| Lancer du marteau | Pierre Legrain : finale (23e place) André Osterberger : qualifications                                                           |                                                                                                  |
| Décathlon         | Hugues Frayer : 11e Ignace Heinrich : abandon Georges Breitman : abandon                                                         |                                                                                                  |

### 1956

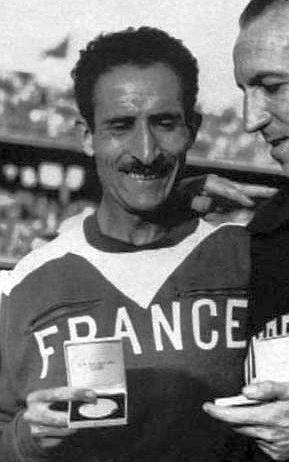
Alain Mimoun, vainqueur du marathon de Melbourne, en 1956

| Épreuve           | Hommes | Femmes                                                                         |
| ----------------- | --- | ------------------------------------------------------------------------------ |
| 100 m             | René Bonino : 1/4 de finale Alain David : séries                                                            | Catherine Capdevielle : 1/2 finale Micheline Fluchot : séries                  |
| 200 m             | Konstantin Lissenko : 1/4 de finale Jean-Pierre Goudeau : séries Yves Camus : séries                        | Micheline Fluchot : séries Simone Henry : séries                               |
| 400 m             | Jean-Pierre Haarhoff : 1/4 de finale Jean-Paul Martin-du-Gard : 1/4 de finale Jacques Degats :1/4 de finale |                                                                                |
| 800 m             | René Djian : 1/2 finale                                                                                     |                                                                                |
| 1 500 m           | Michel Jazy : séries                                                                                        |                                                                                |
| Marathon          | Alain Mimoun : Médaille d'or (2 h 25 min 0 s)                                                               |                                                                                |
| 80 m haies        | | Marthe Lambert : 1/2 finale Angèle Picado : séries                             |
| 110 m haies       | Jean-Claude Bernard : 1/2 finale Edmond Roudnitska : 1/2 finale                                             |                                                                                |
| 400 m haies       | Guy Cury : 1/2 finale Alexandre Yankoff : séries                                                            |                                                                                |
| Relais 4 x 100 m  | | Catherine Capdevielle, Micheline Fluchot, Simone Henry, Angèle Picado : séries |
| Saut en hauteur   | Maurice Fournier : finale (11e place)                                                                       |                                                                                |
| Saut en longueur  | | Marthe Lambert : finale (5e place)                                             |
| Saut à la perche  | Victor Sillon : qualifications                                                                              |                                                                                |
| Triple saut       | Eric Battista : finale (16e place)                                                                          |                                                                                |
| Lancer du poids   | Raymond Thomas : finale (14e place)                                                                         |                                                                                |
| Lancer du disque  | Pierre Alard : qualifications                                                                               |                                                                                |
| Lancer du marteau | Guy Husson : finale (13e place)                                                                             |                                                                                |
| Lancer du javelot | Michel Macquet : finale (7e place) Léon Syrovatski : qualifications                                         |                                                                                |

### 1960

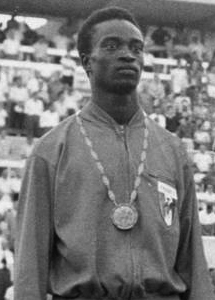
Abdoulaye Seye, médaillé de bronze sur 200 m en 1960 à Rome.

| Épreuve           | Hommes | Femmes                                                |
| ----------------- | --- | ----------------------------------------------------- |
| 100 m             | Abdoulaye Seye : 1/4 de finale Claude Piquemal : 1/4 de finale Jocelyn Delecour : 1/4 de finale             | Catherine Capdevielle : finale (5e place)             |
| 200 m             | Abdoulaye Seye : Médaille de bronze (20 s 7) · Paul Genevay : 1/2 finale · Jocelyn Delecour : 1/4 de finale | Catherine Capdevielle : 1/2 finale                    |
| 800 m             | Pierre-Yvon Lenoir : séries                                                                                 | Maryvonne Dupureur : séries Nicole Goullieux : séries |
| 1 500 m           | Michel Bernard : finale (7e place) · Michel Jazy : Médaille d'argent (3 min 38 s 4)                         |                                                       |
| 5 000 m           | Michel Bernard : finale (7e place) Hamoud Ameur : séries                                                    |                                                       |
| 10 000 m          | Robert Bogey : finale (13e place) Hamoud Ameur : finale (22e place) Hamida Addèche : finale (23e place)     |                                                       |
| Marathon :        | Alain Mimoun : 34e Paul Genève : 35e                                                                        |                                                       |
| 20 km marche      | Henri Delerue : 12e                                                                                         |                                                       |
| 50 km marche      | Jacques Arnoux : 28e                                                                                        |                                                       |
| 80 m haies        | | Denise Guénard : 1/2 finale Simone Brierre : séries   |
| 110 m haies       | Marcel Duriez : 1/4 de finale Jacques Déprez : séries Edmond Roudnitska : 1/4 de finale                     |                                                       |
| 3 000 m steeple   | Guy Texereau : séries                                                                                       |                                                       |
| 4 x 100 m         | Paul Genevay, Claude Piquemal, Jocelyn Delecour, Abdoulaye Seye : séries                                    |                                                       |
| Saut en hauteur   | Maurice Fournier : finale (14e place) Mahamat Idriss : finale (12e place)                                   | Florence Pétry-Amiel : finale (9e place)              |
| Saut à la perche  | Victor Sillon : qualifications                                                                              |                                                       |
| Saut en longueur  | Christian Collardot : finale (6e place) Ali Brakchi : qualifications                                        | Madeleine Thétu : finale (14e place)                  |
| Triple saut       | Eric Battista : qualifications Pierre William : qualifications                                              |                                                       |
| Lancer du disque  | Pierre Alard : qualifications                                                                               |                                                       |
| Lancer du marteau | Guy Husson : qualifications                                                                                 |                                                       |
| Lancer du javelot | Michel Macquet : qualifications Léon Syrovatski : qualifications                                            |                                                       |

### 1964

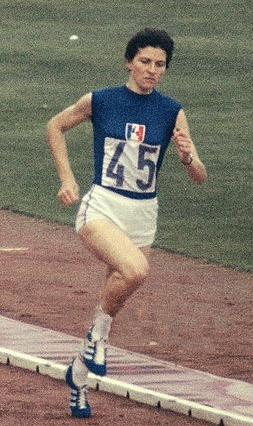
Maryvonne Dupureur, deuxième du 800 m à Tokyo en 1964.

| Épreuve           | Hommes                                                                                           | Femmes                                                                               |
| ----------------- | ------------------------------------------------------------------------------------------------ | ------------------------------------------------------------------------------------ |
| 100 m             | Roger Bambuck : 1/4 de finale Claude Piquemal : 1/2 finale Bernard Laidebeur : 1/4 de finale     | Danielle Guéneau : 1/4 de finale Christiane Cadic : 1/4 de finale                    |
| 200 m             | Roger Bambuck : 1/2 finale Paul Genevay : 1/2 finale Jocelyn Delecour : 1/2 finale               | Michèle Lurot : séries                                                               |
| 400 m             | Jean-Pierre Boccardo : 1/2 finale                                                                | Évelyne Lebret : finale (8e place)                                                   |
| 800 m             | Maurice Lurot : 1/2 finale François Châtelet : séries                                            | Maryvonne Dupureur : Médaille d'argent (2 min 01 s 9)                                |
| 1 500 m           | Michel Bernard : finale (7e place) Jean Wadoux : finale (9e place)                               |                                                                                      |
| 5 000 m           | Michel Jazy : finale (4e place) Jean Vaillant : séries Jean Fayolle : séries                     |                                                                                      |
| 10 000 m          | Jean Vaillant : finale (15e place) Jean Fayolle : finale (13e place)                             |                                                                                      |
| 20 km marche      | Henri Delerue : 13e                                                                              |                                                                                      |
| 50 km marche      | Henri Delerue : 15e                                                                              |                                                                                      |
| 80 m haies        |                                                                                                  | Marlène Canguio : séries                                                             |
| 110 m haies       | Marcel Duriez : finale (6e place) Bernard Fournet : séries                                       |                                                                                      |
| 400 m haies       | Robert Poirier : séries Jean-Jacques Behm : séries                                               |                                                                                      |
| 3 000 m steeple   | Guy Texereau : finale (6e place)                                                                 |                                                                                      |
| 4 x 100 m         | Paul Genevay, Bernard Laidebeur, Claude Piquemal, Jocelyn Delecour : Médaille de bronze (39 s 3) | Marlène Canguio, Danielle Guéneau, Michèle Lurot, Denise Guénard : finale (8e place) |
| 4 x 400 m         | Michel Hiblot, Bernard Martin, Germain Nelzy, Jean-Pierre Boccardo : finale (8e place)           |                                                                                      |
| Saut en hauteur   | Robert Sainte-Rose : qualifications Mahamat Idriss : finale (9e place)                           |                                                                                      |
| Saut à la perche  | Hervé d'Encausse : finale (15e place) Maurice Houvion : qualifications                           |                                                                                      |
| Saut en longueur  | Alain Lefèvre : qualifications Jean Cochard : finale (5e place)                                  |                                                                                      |
| Triple saut       | Éric Battista : qualifications                                                                   |                                                                                      |
| Lancer du marteau | Guy Husson : qualifications                                                                      |                                                                                      |
| Lancer du javelot | Michel Macquet : qualifications                                                                  | Michèle Demys : finale (10e place)                                                   |
| Pentathlon        |                                                                                                  | Denise Guénard : 12e place                                                           |

### 1968

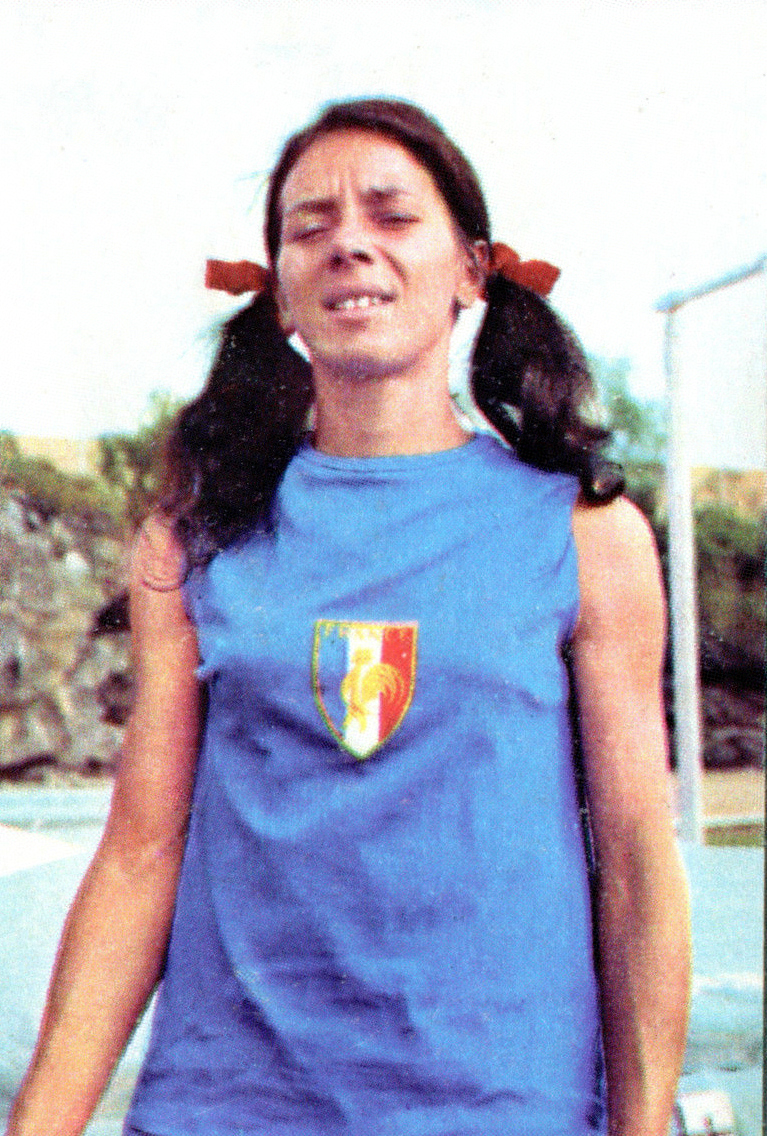
Colette Besson devient championne olympique du 400 m en 1968 à Mexico.

| Épreuve          | Hommes                                                                                                | Femmes                                                                                       |
| ---------------- | --- | -------------------------------------------------------------------------------------------- |
| 100 m            | Roger Bambuck : finale (5e place) Gérard Fenouil : 1/2 finale Jocelyn Delecour : 1/4 de finale        | Gabrielle Meyer : 1/4 de finale Sylviane Telliez : séries                                    |
| 200 m            | Roger Bambuck : finale (5e place) Jacques Carette : 1/4 de finale                                     | Nicole Montandon : finale (5e place) Sylviane Telliez : séries                               |
| 400 m            | Gilles Bertould : 1/4 de finale Jean-Claude Nallet : 1/2 finale Christian Nicolau : 1/4 de finale     | Colette Besson : Médaille d'or (52 s 0) · Monique Noirot : 1/2 finale                        |
| 800 m            | Jean-Pierre Dufresne : 1/2 finale Gilles Sibon : séries                                               | Maryvonne Dupureur : finale (8e place)                                                       |
| 1 500 m          | Claude Nicolas : 1/2 finale Jacky Boxberger : finale (6e place)                                       |                                                                                              |
| 5 000 m          | Jean Wadoux : finale (9e place)                                                                       |                                                                                              |
| Marathon         | René Combes : abandon Guy Texereau : abandon                                                          |                                                                                              |
| 50 km marche     | Henri Delerue : 21e                                                                                   |                                                                                              |
| 110 m haies      | Marcel Duriez : finale (7e place) Pierre Schoebel : finale (8e place)                                 |                                                                                              |
| 400 m haies      | Robert Poirier : 1/2 finale                                                                           |                                                                                              |
| 3 000 m steeple  | Jean-Paul Villain : finale (9e place) Guy Texereau : abandon en séries                                |                                                                                              |
| 4 x 100 m        | Gérard Fenouil, Jocelyn Delecour, Claude Piquemal, Roger Bambuck : Médaille de bronze (38 s 4)        |                                                                                              |
| 4 x 400 m        | Jean-Claude Nallet, Jacques Carette, Gilles Bertould, Jean-Pierre Boccardo : finale (8e place)        | Michèle Alayrangues, Gabrielle Meyer, Nicole Montandon, Sylviane Telliez : finale (8e place) |
| Saut en hauteur  | Robert Sainte-Rose : finale (9e place) Henry Elliott : qualifications Mahamat Idriss : qualifications | Ghislaine Barnay : finale (9e place) Nicole Denise : qualifications                          |
| Saut à la perche | Hervé d'Encausse : finale (7e place)                                                                  |                                                                                              |
| Saut en longueur | Jack Pani : finale (7e place) Gérard Ugolini : finale (16e place) Jean Cochard : qualifications       |                                                                                              |
| Lancer du poids  | Pierre Colnard : finale (9e place) Arnjolt Beer : qualifications                                      |                                                                                              |
| Pentathlon       | | Monique Bantégny : 15e place                                                                 |
| Décathlon        | Charlemagne Anyamah : abandon                                                                         |                                                                                              |

### 1972
| Épreuve           | Hommes | Femmes                                                                                 |
| ----------------- | --- | -------------------------------------------------------------------------------------- |
| 100 m             | Alain Sarteur : 1/2 finale Dominique Chauvelot : 1/4 de finale André Byrame : 1er tour                    | Sylviane Telliez : 1/4 de finale                                                       |
| 200 m             | Bruno Cherrier : 1/2 finale Lucien Sainte-Rose : 1/2 finale René Metz : 1/4 de finale                     | Sylviane Telliez : 1/2 finale                                                          |
| 400 m             | Gilles Bertould : 1/4 de finale Francis Kerbiriou : 1/4 de finale Daniel Vélasquez : 1/4 de finale        | Nicole Duclos : 1/2 finale Colette Besson : 1/4 de finale                              |
| 800 m             | Alain Sans : 1/2 finale Francis Gonzalez : 1er tour Roqui Sanchez : 1er tour                              | Martine Duvivier : séries                                                              |
| 1 500 m           | Jean-Pierre Dufresne : 1/2 finale Jacky Boxberger : 1/2 finale                                            |                                                                                        |
| 5 000 m           | Raymond Zembri : séries                                                                                   |                                                                                        |
| 10 000 m          | Noël Tijou : séries                                                                                       |                                                                                        |
| Marathon          | Fernand Kolbeck : 28e                                                                                     |                                                                                        |
| 50 km marche      | Jean-Claude Decosse : abandon                                                                             |                                                                                        |
| 100 m haies       | | Jacqueline André : 1/2 finale                                                          |
| 110 m haies       | Guy Drut : Médaille d'argent (13 s 34)                                                                    |                                                                                        |
| 400 m haies       | Jean-Pierre Corval : 1/2 de finale Jean-Pierre Perrinelle : séries                                        |                                                                                        |
| 3 000 m steeple   | Jean-Paul Villain : finale (11e place) Gérard Buchheit : séries                                           |                                                                                        |
| 4 x 100 m         | Patrick Bourbeillon, Jean-Pierre Grès, Gérard Fenouil, Bruno Cherrier : finale (7e place)                 |                                                                                        |
| 4 x 400 m         | Gilles Bertould, Daniel Vélasques, Francis Kerbiriou, Jacques Carette : Médaille de bronze (3 min 00 s 7) | Martine Duvivier, Colette Besson, Bernadette Martin, Nicole Duclos : finale (4e place) |
| Saut en hauteur   | Bernard Gauthier : finale (14e place) Henry Elliott : finale (15e place)                                  |                                                                                        |
| Saut à la perche  | Hervé d'Encausse : finale (non classé) François Tracanelli : finale (8e place)                            |                                                                                        |
| Saut en longueur  | Jacques Rousseau : finale (10e place) Christian Tourret : qualifications                                  | Odette Ducas : qualifications                                                          |
| Triple-saut       | Bernard Lamitié : finale (10e place)                                                                      |                                                                                        |
| Lancer du poids   | Yves Brouzet : finale (12e place) Arnjolt Beer : qualifications                                           |                                                                                        |
| Lancer du marteau | Jacques Accambray : finale (19e place) Vladimir Prikhodko : qualifications                                |                                                                                        |
| Lancer du javelot | Lolésio Tuita : finale (11e place)                                                                        |                                                                                        |
| Pentathlon        | | Marie-Christine Debourse : 17e place Odette Ducas : 22e place                          |
| Décathlon         | Yves Le Roy : 12e                                                                                         |                                                                                        |

### 1976

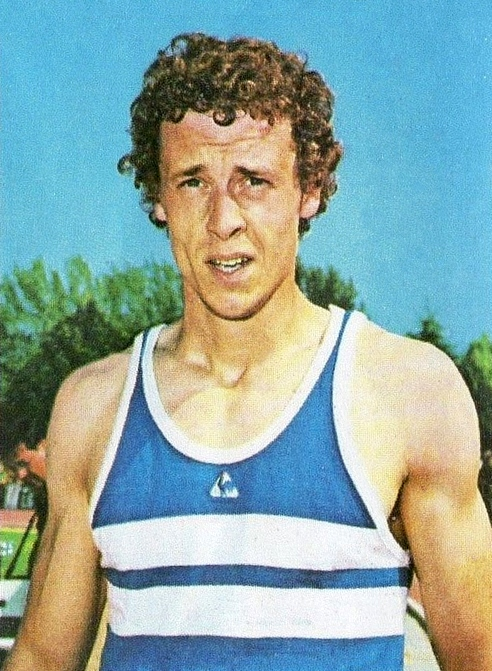
Guy Drut, champion olympique du 110 m haies en 1976 à Montréal.

| Épreuve           | Hommes | Femmes                                                                            |
| ----------------- | --- | --------------------------------------------------------------------------------- |
| 100 m             | Gilles Échevin : 1/4 de finale Jean-Claude Amoureux : 1er tour Dominique Chauvelot : 1er tour                      | Sylviane Telliez : 1/4 de finale                                                  |
| 200 m             | Joseph Arame : 1/4 de finale Jean Mayer : 1/4 de finale                                                            | Chantal Réga : finale (8e place) Catherine Delachanal : 1/4 de finale             |
| 800 m             | José Marajo : 1er tour Marcel Philippe : 1er tour Roqui Sanchez : 1er tour                                         |                                                                                   |
| 1 500 m           | Francis Gonzalez : séries                                                                                          |                                                                                   |
| 5 000 m           | Jean Conrath : séries Jacky Boxberger : séries                                                                     |                                                                                   |
| 10 000 m          | Jean-Paul Gomez : finale, (9e place) Lucien Rault : séries Pierre Lévisse : séries                                 |                                                                                   |
| Marathon          | Fernand Kolbeck : 34e                                                                                              |                                                                                   |
| 20 km marche      | Gérard Lelièvre : 9e                                                                                               |                                                                                   |
| 100 m haies       | | Nadine Prévost : 1/2 finales                                                      |
| 110 m haies       | Guy Drut : Médaille d'or (13 s 30) · Jean-Pierre Corval : 1/2 de finale                                            |                                                                                   |
| 400 m haies       | Jean-Claude Nallet : 1/2 de finale Jean-Pierre Perrinelle : 1/2 de finale                                          |                                                                                   |
| 3 000 m steeple   | Jean-Paul Villain : séries                                                                                         |                                                                                   |
| 4 x 100 m         | Jean-Claude Amoureux, Joseph Arame, Lucien Sainte-Rose, Dominique Chauvelot : finale (7e place)                    | Chantal Corbrejaud, Catherine Delachanal, Chantal Réga, Sylviane Telliez : séries |
| 4 x 400 m         | Hugues Roger, Daniel Vélasques, Francis Kerbiriou, Hector Llatser : séries                                         |                                                                                   |
| Saut en hauteur   | Jacques Aletti : qualifications Paul Poaniewa : qualifications                                                     | Marie-Christine Debourse : finale (15e place)                                     |
| Saut à la perche  | Patrick Abada : finale (4e place) Jean-Michel Bellot : finale (7e place) François Tracanelli : finale (non classé) |                                                                                   |
| Saut en longueur  | Jacques Rousseau : finale (4e place) Philippe Deroche : qualifications                                             |                                                                                   |
| Triple-saut       | Bernard Lamitié : finale (11e place)                                                                               |                                                                                   |
| Lancer du poids   | Yves Brouzet : qualifications                                                                                      |                                                                                   |
| Lancer du marteau | Jacques Accambray : finale (9e place)                                                                              |                                                                                   |
| Décathlon         | Philippe Bobin : 14e Gilles Gémise-Fareau : 17e                                                                    |                                                                                   |

### 1980

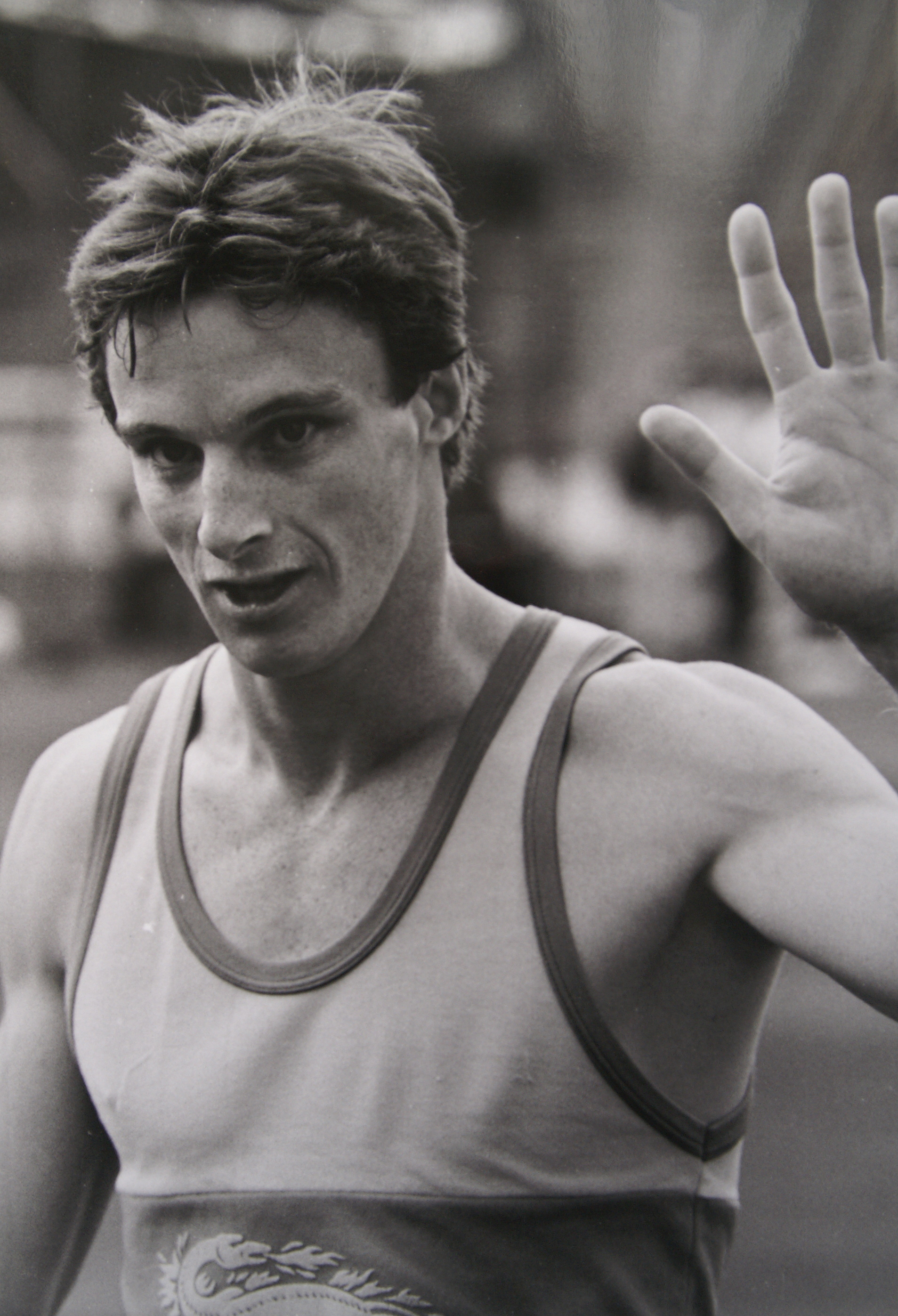
Antoine Richard, médaillé de bronze du relais en 1980 à Moscou en compagnie de Pascal Barré, Patrick Barré et Hermann Panzo.

| Épreuve          | Hommes | Femmes                                                                                          |
| ---------------- | --- | ----------------------------------------------------------------------------------------------- |
| 100 m            | Antoine Richard : 2e tour Hermann Panzo : Finale, 10 s 49 (8e place)                                                                     | Chantal Réga : finale, 11 s 32 (7e place) Emma Sulter : 1/2 finale Laureen Beckles : 2e tour    |
| 200 m            | Joseph Arame : 1/2 finale Patrick Barré : 1er tour Bernard Petitbois : 2e tour                                                           | Chantal Réga : 1/2 finale Raymonde Naigre : : 1/2 finale                                        |
| 400 m            | Francis Demarthon : 2e tour Didier Dubois : 1/2 finale                                                                                   | Sophie Malbranque : 1er tour                                                                    |
| 800 m            | Philippe Dupont : 1/2 finale Roger Milhau : 1/2 finale José Marajo : finale, 1 min 47 s 3 (7e place)                                     |                                                                                                 |
| 1 500 m          | José Marajo : finale, 3 min 41 s 5 (7e place) Alexandre Gonzalez : 1/2 finale                                                            |                                                                                                 |
| Marathon         | Jean-Michel Charbonnel : abandon |                                                                                                 |
| 100 m haies      | | Laurence Lebeau : 1/2 finale Laurence Elloy : 1/2 finale                                        |
| 50 km marche     | Gérard Lelièvre : abandon |                                                                                                 |
| Relais 4 × 100 m | Antoine Richard, Pascal Barré, · Patrick Barré, Hermann Panzo : 38 s 53 médaille de bronze                                               |                                                                                                 |
| Relais 4 × 400 m | Jacques Fellice, Robert Froissart, Didier Dubois, Francis Demarthon : finale, 3 min 04 s 80 (4e place)                                   | Véronique Grandrieux, Chantal Réga, Emma Sulter et Raymonde Naigre : finale, 42 s 84 (5e place) |
| Saut en hauteur  | Francis Agbo : qualifications |                                                                                                 |
| Saut à la perche | Thierry Vigneron : finale, 5,45 m (7e place) Jean-Michel Bellot : finale, 5,60 m (5e place) Philippe Houvion : finale, 5,65 m (4e place) |                                                                                                 |
| Saut en longueur | Philippe Deroche : finale, 7,77 m (10e place)                                                                                            |                                                                                                 |
| Triple saut      | Christian Valétudie : finale (11e place)                                                                                                 |                                                                                                 |
| Pentathlon       | | Florence Picaut : 9e place                                                                      |

### 1984

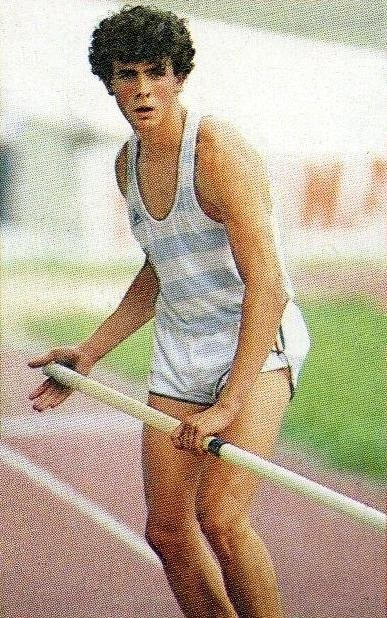
Pierre Quinon, champion olympique du saut à la perche à Los Angeles en 1984.

| Épreuve           | Hommes | Femmes |
| ----------------- | --- | --- |
| 100 m             | Marc Gasparoni : ½ finale Antoine Richard : 2e tour Bruno Marie-Rose : 2e tour                                                             | Rose-Aimée Bacoul : ½ finale Liliane Gaschet : ½ finale Marie-France Loval : ½ finale                                                   |
| 200 m             | Patrick Barré : 2e tour Jean-Jacques Boussemart : finale, 20 s 55 (6e place)                                                               | Raymonde Naigre : 2e tour Liliane Gaschet : : finale, 22 s 86 (8e place) Rose-Aimée Bacoul : finale, 22 s 78 (7e place)                 |
| 400 m             | Hector Llatser : 1er tour Aldo Canti : ½ finale Yann Quentrec : 1er tour                                                                   | |
| 800 m             | Philippe Dupont : 2e tour | |
| 1 500 m           | Pascal Thiébaut : ½ finale Alex Gonzalez : 1er tour                                                                                        | |
| 3 000 m           | | Annette Sergent : 1er tour |
| Marathon          | Alain Lazare : 28e place Jacky Boxberger : 42e place                                                                                       | |
| 3 000 m steeple   | Pascal Debacker : finale, 8 min 21 s 51 (8e place) · Joseph Mahmoud : finale, 8 min 13 s 31 médaille d’argent                              | |
| 100 m haies       | | Michèle Chardonnet : finale, 13 s 06 médaille de bronze · Marie-Noëlle Savigny : finale, 13 s 28 (6e place) · Laurence Elloy : 1er tour |
| 110 m haies       | Stéphane Caristan : finale, 13 s 71 (6e place) Franck Chevallier : 1er tour                                                                | |
| 400 m haies       | Gérard Brunel : 1er tour Franck Jonot : 1er tour                                                                                           | |
| 20 km marche      | Martial Fesselier : 20e place Gérard Lelièvre : 15e place Dominique Guebey : abandon                                                       | |
| 50 km marche      | Dominique Guebey : 12e place Gérard Lelièvre : abandon                                                                                     | |
| Relais 4 × 100 m  | Antoine Richard, Jean-Jacques Boussemart, Marc Gasparoni, Bruno Marie-Rose : finale, 39 s 10 (6e place)                                    | Rose-Aimée Bacoul, Liliane Gaschet, Marie-France Loval et Raymonde Naigre : finale, 43 s 15 (4e place)                                  |
| Relais 4 × 400 m  | Yann Quentrec, Didier Dubois, Jacques Fellice, Aldo Canti : 1er tour                                                                       | |
| Saut en hauteur   | Franck Verzy : qualifications | Maryse Éwanjé-Épée : finale, 1,94 m (4e place) Brigitte Rougeron : qualifications                                                       |
| Saut à la perche  | Thierry Vigneron : finale, 5,60 m médaille de bronze · Pierre Quinon : finale, 5,75 m médaille d’or · Serge Ferreira : finale, non classé. | |
| Lancer du marteau | Walter Ciofani : finale, 73,46 m (7e place)                                                                                                | |
| Lancer du javelot | Jean-Paul Lakafia : finale, 70,86 m (12e place)                                                                                            | |
| Heptathlon        | | Chantal Beaugeant : 22e place Florence Picaut : 13e place                                                                               |
| Décathlon         | William Motti : 8 266 points (5e place) | |

### 1988
| Épreuve           | Hommes | Femmes                                                                                             |
| ----------------- | --- | -------------------------------------------------------------------------------------------------- |
| 100 m             | Thierry Lauret : 2e tour Max Morinière : 2e tour Jean-Charles Trouabal : 2e tour                                                         | Laurence Bily : 2e tour Françoise Leroux : 2e tour Patricia Girard : 1er tour                      |
| 200 m             | Gilles Quénéhervé : finale, 20 s 40 (6e place) Bruno Marie-Rose : finale, 20 s 58 (8e place) Daniel Sangouma : 2e tour                   | Marie-José Pérec : 2e tour Muriel Leroy : 2e tour Marie-Christine Cazier : 2e tour                 |
| 400 m             | | Fabienne Ficher : 2e tour Évelyne Élien : 2e tour Nathalie Simon : 2e tour                         |
| 1 500 m           | Rémy Geoffroy : 1/2 finale | |
| 3 000 m           | | Annette Sergent : finale (12e place)                                                               |
| 5 000 m           | Paul Arpin : finale (14e place) Cyrille Laventure : 1/2 finale Pascal Thiébaut : finale (11e place)                                      | |
| 10 000 m          | Jean-Louis Prianon : finale, 27 min 36 s 43 (4e place) Paul Arpin : finale, 27 min 39 s 36 (7e place)                                    | Annette Sergent : finale (19e place)                                                               |
| Marathon          | | Françoise Bonnet : 14e place Maria Lelut : 18e place Jocelyne Villeton : 19e place                 |
| 3 000 steeple     | Raymond Pannier : finale (12e place) Bruno Le Stum : 1/2 finale                                                                          | |
| 100 m haies       | | Florence Colle : 2e tour Monique Éwanjé-Épée : finale, 13 s 14 (7e place) Anne Piquereau : 2e tour |
| 110 m haies       | Stéphane Caristan : 1/2 finale Philippe Tourret : 1/2 finale                                                                             | |
| 400 m haies       | | Chantal Beaugeant : 1/2 finale                                                                     |
| 20 km marche      | Martial Fesselier : 16e place Thierry Toutain : 18e place Jean-Claude Corre : 20e place                                                  | |
| 50 km marche      | Alain Lemercier : 16e place Jean-Marie Neff : DQ Éric Neisse : DQ                                                                        | |
| Relais 4 × 100 m  | Max Morinière, Daniel Sangouma, · Gilles Quénéhervé, Bruno Marie-Rose · : finale, 38 s 40 médaille de bronze                             | Patricia Girard, Françoise Leroux, Laurence Bily et Muriel Leroy : finale, 44 s 02 (7e place)      |
| Relais 4 × 400 m  | | Fabienne Ficher, Nathalie Simon, Nadine Debois et Évelyne Élien : 1er tour                         |
| Saut en longueur  | Norbert Brige : finale, 7,97 m (7e place)                                                                                                | |
| Saut en hauteur   | | Maryse Éwanjé-Épée : finale (10e place) Madely Beaugendre : qualifications                         |
| Saut à la perche  | Thierry Vigneron : finale, 5,70 m (5e place) Philippe d'Encausse : finale, 5,60 m (8e place) Philippe Collet : finale, 5,70 m (5e place) | |
| Lancer du disque  | Patrick Journoud : qualifications | |
| Lancer du javelot | Charlus Bertimon : qualifications Stéphane Laporte : qualifications Pascal Lefèvre : qualifications                                      | |
| Heptathlon        | | Chantal Beaugeant : 28e place                                                                      |
| Décathlon         | Christian Plaziat : 8 272 pts (5e place) Alain Blondel : 8 268 pts (6e place)                                                            | |

### 1992
| Épreuve           | Hommes | Femmes                                                                                        |
| ----------------- | --- | --------------------------------------------------------------------------------------------- |
| 100 m             | Daniel Sangouma : 2e tour Max Morinière : 1/2 finale                                                             | Patricia Girard : demi-finale Odiah Sidibé : 2e tour Laurence Bily : 2e tour                  |
| 200 m             | Gilles Quénéhervé : 2e tour Jean-Charles Trouabal : 1er tour - abandon                                           | Maguy Nestoret : 1er tour Valérie Jean-Charles : 2e tour                                      |
| 400 m             | | Marie-José Pérec : finale, 48 s 83 médaille d'or · Elsa Devassoigne : 1/2 finale              |
| 800 m             | Frédéric Cornette : 1er tour                                                                                     | Viviane Dorsile : 1er tour                                                                    |
| 1 500 m           | | Marie-Pierre Duros : 1er tour                                                                 |
| 3 000 m           | | Marie-Pierre Duros : 2e tour Zhora Graziani : 1er tour                                        |
| 5 000 m           | Pascal Thiébaut : finale (13e place)                                                                             |                                                                                               |
| 10 000 m          | Thierry Pantel : 1er tour - abandon Antonio Martins : finale (15e place)                                         | Rosario Murcia : 1er tour Annette Sergent : 1er tour                                          |
| Marathon          | Dominique Chauvelier : 31e place Luis Soares : 45e place Pascal Zilliox : 64e place                              | Maria Rebelo : abandon                                                                        |
| 100 m haies       | | Cécile Cinélu : 1/2 finale Monique Éwanjé-Épée : 1er tour Anne Piquereau : 1/2 finale         |
| 110 m haies       | Dan Philibert : 1/2 finale Philippe Tourret : 2e tour Sébastien Thibault : 1er tour                              |                                                                                               |
| 400 m haies       | Stéphane Caristan : finale, 48 s 86 (7e place) Stéphane Diagana : finale, 48 s 13 (4e place)                     |                                                                                               |
| 3 000 m steeple   | Thierry Brusseau : 1/2 finale Joseph Mahmoud : 1/2 finale                                                        |                                                                                               |
| Relais 4 × 100 m  | Max Morinière, Daniel Sangouma, Gilles Quénéhervé, Bruno Marie-Rose : 1/2 finale                                 | Patricia Girard, Odiah Sidibé, Laurence Bily et Marie-José Pérec : finale, 42 s 85 (4e place) |
| Relais 4 × 400 m  | Jean-Louis Rapnouil, Yann Quentrec, Stéphane Caristan et Stéphane Diagana : 1er tour                             |                                                                                               |
| Saut en hauteur   | | Sandrine Fricot : qualifications                                                              |
| Triple saut       | Serge Hélan : qualifications Georges Sainte-Rose : qualifications Pierre Camara : finale, 16,52 m (11e place)    |                                                                                               |
| Saut en longueur  | Serge Hélan : qualifications Franck Lestage : qualifications                                                     |                                                                                               |
| Saut à la perche  | Jean Galfione : qualifications Philippe d'Encausse : qualifications Philippe Collet : finale, 5,55 m (7e place)  |                                                                                               |
| Lancer du marteau | Raphaël Piolanti : qualifications Frédéric Kuhn : qualifications Christophe Épalle : finale, 74,84 m (10e place) |                                                                                               |
| 20 km marche      | Thierry Toutain : abandon, n.c.                                                                                  |                                                                                               |
| 50 km marche      | René Piller : 15e place Alain Lemercier : 16e place Martial Fesselier : 17e place                                |                                                                                               |
| Heptathlon        | | Odile Lesage : 15e place Nathalie Teppe : 23e place                                           |
| Décathlon         | Christian Plaziat : abandon, n.c. William Motti : 7e place Alain Blondel : 15e place                             |                                                                                               |

### 1996

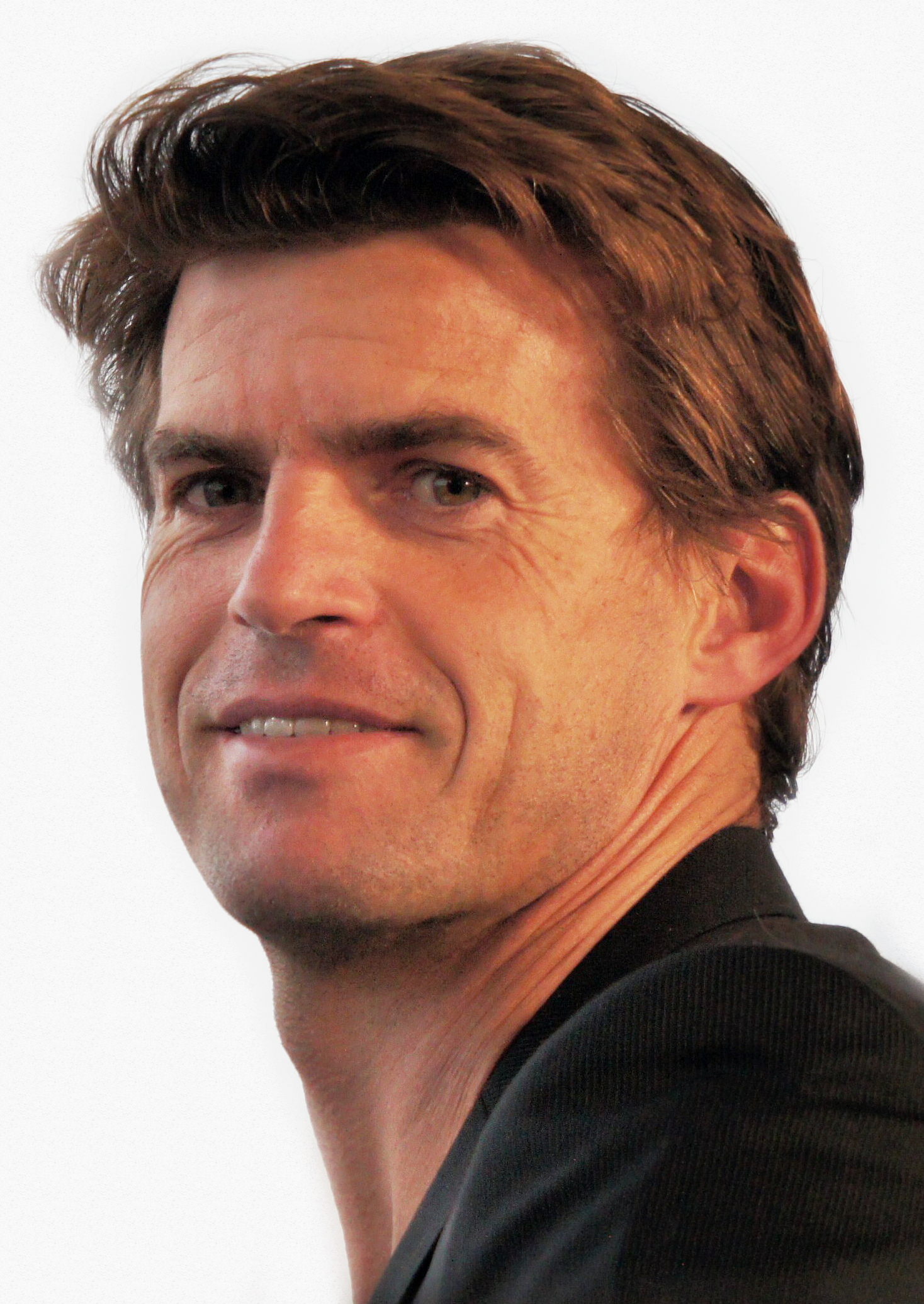
Jean Galfione, champion olympique du saut à la perche en 1996.

| Épreuve           | Hommes | Femmes |
| ----------------- | --- | --- |
| 100 m             | Pascal Théophile : 2e tour (éliminé) Needy Guims : 2e tour (éliminé)                                                        | Odiah Sidibé : 1/2 finale (éliminée)                                                                                               |
| 200 m             | | Marie-José Pérec : finale, 22 s 12 médaille d’or                                                                                   |
| 400 m             | Jean-Louis Rapnouil : 2e tour (éliminé)                                                                                     | Marie-José Pérec : finale, 48 s 25 médaille d’or                                                                                   |
| 800 m             | Bruno Konczylo : 1/2 finale (éliminé) Jimmy Jean-Joseph : 1/2 finale (éliminé)                                              | Viviane Dorsile : 1/2 finale (éliminée) Patricia Djaté-Taillard : finale, 1 min 59 s 61 (6e place)                                 |
| 1 500 m           | Mickaël Damian : 1er tour (éliminé) Kader Chékhémani : 1/2 finale (éliminé) Éric Dubus : 1er tour (éliminé)                 | Frédérique Quentin : 1er tour (éliminée) Blandine Bitzner : 1/2 finale, (éliminée)                                                 |
| 10 000 m          | Mohamed Ezzher : 1er tour (éliminé) Abdellah Béhar : 1er tour – abandon (éliminé)                                           | Farida Fatès : 1er tour (éliminée) Chantal Dällenbach : 1er tour (éliminée)                                                        |
| Marathon          | | Nadia Prasad : finale (56e place)                                                                                                  |
| 100 m haies       | | Patricia Girard : finale, 12 s 65 médaille de bronze · Monique Éwanjé-Épée 2e tour (éliminée) · Cécile Cinélu : 2e tour (éliminée) |
| 110 m haies       | Vincent Clarico : 1/2 finale (éliminé) Emmanuel Romary : 2e tour (éliminé)                                                  | |
| 3 000 m steeple   | Nadir Bosch : 1/2 finale (éliminé)                                                                                          | |
| 4 × 100 m         | Hermann Lomba, Régis Groisard, Pascal Théophile, Needy Guims : finale, relais non arrivé.                                   | Sandra Citté, Odiah Sidibé, Delphine Combe, Patricia Girard : finale, 42 s 76 (6e place)                                           |
| 4 × 400 m         | | Francine Landre, Viviane Dorsile, Évelyne Élien, Elsa Devassoigne : finale, 3 min 28 s 46 (8e place)                               |
| Lancer du marteau | Gilles Dupray : qualifications (éliminé) Raphaël Piolanti : finale (11e place) Christophe Épalle : qualifications (éliminé) | |
| Lancer du disque  | | Isabelle Devaluez : qualifications (éliminée)                                                                                      |
| Lancer du javelot | | Nadine Auzeil : qualifications (éliminée)                                                                                          |
| Saut en longueur  | Emmanuel Bangué : finale, 8,19 m (4e place)                                                                                 | |
| Saut à la perche  | Jean Galfione : finale, 5,92 m médaille d’or · Alain Andji : finale (9e place)                                              | |
| 10 km marche      | | Nathalie Fortain : finale (31e place) Valérie Nadaud-Levèque : finale (36e place)                                                  |
| 20 km marche      | Thierry Toutain : finale (10e place) Denis Langlois : finale (14e place) Jean-Olivier Brosseau : finale (35e place)         | |
| 50 km marche      | René Piller : finale (19e place) Martial Fesselier : finale (28e place) Thierry Toutain : finale, disqualifié               | |
| Décathlon         | Sébastien Levicq : finale, 8 192 pts (17e place) Christian Plaziat : finale, 8 282 pts (11e place)                          | |

### 2000

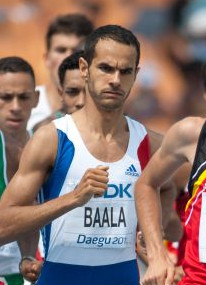
Mehdi Baala, 4e du 1500 m à Sydney.

| Épreuve           | Hommes | Femmes |
| ----------------- | --- | --- |
| 100 m             | David Patros : 2e tour, 10 s 33 | Christine Arron : ½ finales, 11 s 42 Sandra Citté : 2e tour, 11 s 63 |
| 200 m             | | Muriel Hurtis : ½ finales, 23 s 13 |
| 400 m             | Ibrahima Wade : 2e tour, 45 s 61 Marc Raquil : 2e tour, 45 s 56 | Marie-José Pérec : ne s’est pas présentée au départ |
| 1 500 m           | Mehdi Baala : finale, 3 min 34 s 14 (4e place) Driss Maazouzi : finale, 3 min 45 s 46 (11e place) | |
| 5 000 m           | Mustapha Essaïd : 1er tour, 13 min 40 s 82 | Yamna Belkacem : 1er tour, 16 min 08 s 49 |
| 10 000 m          | | Fatima Yvelain : 1er tour, 33 min 44 s 48 |
| 100 m haies       | | Linda Ferga : finale, 13 s 11 (7e place) Nicole Ramalalanirina finale, 12 s 91 (6e place) Patricia Girard : 2e tour, 13 s 43 |
| 110 m haies       | Jean-Marc Grava : 2e tour, 14 s 47 | |
| 4 × 100 m         | Christophe Cheval, Jérôme Éyana, Needy Guims, Frédéric Krantz, David Patros : finale, 38 s 49 (5e place) | Christine Arron, Sandra Citté, Fabé Dia, Linda Ferga, Muriel Hurtis : finale, 42 s 42 (4e place) |
| 4 × 400 m         | Marc Foucan, Emmanuel Front, Pierre-Marie Hilaire, Marc Raquil, Ibrahima Wade, Bruno Wavelet : finale, 3 min 01 s 02 (4e place) | |
| 3 000 m steeple   | Gaël Pencréach : finale, 8 min 41 s 19 (14e place) Bouabdellah Tahri : 1er tour, 8 min 34 s 69 | |
| Lancer du marteau | David Chaussinand : finale, 75,26 m (11e place) Gilles Dupray : qualifications, 75,05 m Christophe Épalle : qualifications, 74,22 m | Manuela Montebrun : qualifications, 57,77 m |
| Lancer du poids   | | Laurence Manfredi : qualifications, 16,57 m |
| Lancer du disque  | | Mélina Robert-Michon : qualifications, 54,11 m |
| Lancer du javelot | | Nadine Auzeil : qualifications, 53,85 m |
| Saut en longueur  | Cheikh Touré : qualifications, 7,87 m Ronald Servius : qualifications, 7,66 m | |
| Triple saut       | Colomba Fofana : qualifications, 14,59 m | |
| Saut à la perche  | Jean Galfione : qualifications, 5,55 m Romain Mesnil : qualifications, 5,40 m | Caroline Ammel : qualifications, 4,15 m Marie Poissonnier : qualifications, 4,15 m |
| 20 km marche      | Anthony Gillet : finale, 1 h 27 min 36 s (33e place) | Nora Leksir : finale, 1 h 35 min 39 s (22e place) Fatiha Ouali : finale, 1 h 35 min 35 s (23e place) |
| 50 km marche      | Denis Langlois : finale, 3 h 05 min 56 s (14e place) Sylvain Caudron : finale, 4 h 03 min 22 s(29e place) René Piller : finale, abandon | |
| Marathon          | Mohamed Ouaadi : finale, 2 h 14 min 04 s (8e place) Abdellah Béhar : finale, abandon | |
| Heptathlon        | | Nathalie Teppe : finale, 5 851 points (19e place) (100 m haies : 14 s 02, Hauteur : 1,72 m, Poids : 13,44 m, 200 m : 26 s 39, Longueur : 5,94 m, Javelot : 46,98 m, 800 m : 2 min 18 s 56) Eunice Barber : finale, abandon (100 m haies : 12 s 97, Hauteur : 1,84 m, Poids : 11,27 m, 200 m : 24 s 47, Longueur : 5,93 m) |
| Décathlon         | Laurent Hernu : finale, 7 909 pts (19e place) (100 m : 11 s 19, Longueur : 7,14 m, Poids : 13,54 m, Hauteur : 2,06 m, 400 m : 50 s 63, 100 m haies : 14 s 51, Disque : 41,78 m, Perche : 5,00 m, Javelot : 56,34 m, 1 500 m : 4 min 37 s 82) Wilfrid Boulineau : finale, 7 821 pts (20e place) (100 m : 11 s 07, Longueur : 7,08 m, Poids : 13,38 m, Hauteur : 2,03 m, 400 m : 49 s 82, 100 m haies : 15 s 02, Disque : 39,86 m, Perche : 4,80 m, Javelot : 59,69 m, 1 500 m : 4 min 35 s 59) Sébastien Levicq : finale, abandon (100 m : 11 s 48, Longueur : 6,57 m, Poids : 13,53 m) | |

### 2004

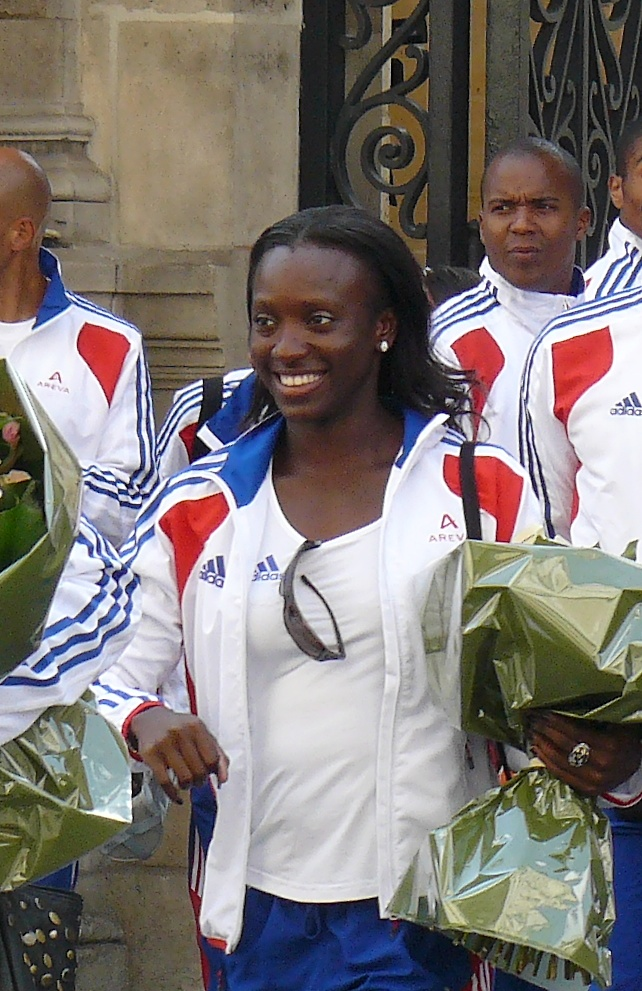
Véronique Mang, médaillée de bronze du relais 4 × 100 m en 2004.

| Épreuve           | Hommes | Femmes |
| ----------------- | --- | --- |
| 100 m             | Ronald Pognon : demi-finale, 10 s 32 (éliminé) Eddy De Lépine : 2e tour, pas au départ Aimé-Issa Nthépé : 1er tour, 10 s 67 (éliminé). | Christine Arron : demi-finale, 11 s 21 (éliminée) Véronique Mang : 2e tour, 11 s 39 (éliminée). |
| 200 m             | | Sylviane Félix : demi-finale, 22 s 91 (éliminée), (22 s 94 au 1er tour) Christine Arron : demi-finale, 23 s 05 (éliminée), (22 s 60 au 1er tour) Muriel Hurtis : 2e tour, 23 s 33 (éliminée), (22 s 77 au 1er tour). |
| 400 m             | Leslie Djhone : finale, 44 s 94 (7e place)                                                                                             | |
| 800 m             | Nicolas Aissat : demi-finale, 1 min 47 s 10 (éliminé) Florent Lacasse : 1er tour, 1 min 46 s 90 (éliminé).                             | Élisabeth Grousselle : demi-finale, 2 min 00 s 21 (éliminée). |
| 1 500 m           | Mehdi Baala : 1er tour, 3 min 46 s 06 (éliminé) Mounir Yemmouni : 1er tour, 3 min 51 s 08 (éliminé).                                   | Maria Martins : demi-finale, 4 min 12 s 76 (éliminée), (4 min 05 s 95 au 1er tour) Hind Dehiba : 1er tour, 4 min 07 s 96 (éliminée) Latifa Essarokh : 1er tour, 4 min 08 s 09 (éliminée).                            |
| 5 000 m           | | Margaret Maury : finale, 15 min 09 s 77 (11e place), (14 min 56 s 79 au 1er tour). |
| 10 000 m          | Ismaïl Sghyr : finale, 27 min 57 s 09 (8e place)                                                                                       | |
| Marathon          | El Hassan Lahssini : 2 h 19 min 50 s, (36e place) Driss el-Himer : 2 h 29 min 07 s, (68e place).                                       | Corinne Raux : 2 h 35 min 54 s, (15e place) Hafida Gadi : 2 h 50 min 29 s, (52e place) Rakiya Maraoui-Quétier : Abandon.                                                                                             |
| 100 m haies       | | Reïna-Flor Okori : demi-finale, 12 s 81 (éliminée) Linda Ferga-Khodadin : 1er tour, 13 s 02 (éliminée) Nicole Ramalalanirina : 1ertour, 13 s 07 (éliminée).                                                          |
| 110 m haies       | Ladji Doucouré : finale, 13 s 76 (8e place).                                                                                           | |
| 400 m haies       | Naman Keïta : finale, 48 s 26 (3e place)                                                                                               | |
| 3 000 m steeple   | Bouabdellah Tahri : finale, 8 min 14 s 26 (7e place) Vincent Le Dauphin : finale, 8 min 16 s 15 (10e place).                           | |
| Relais 4 × 100 m  | Aimé-Issa Nthépé, Ronald Pognon, Frédéric Krantz et David Alerte : 1er tour, 39 s 93 (éliminé).                                        | Véronique Mang, Muriel Hurtis, Sylviane Félix et Christine Arron : finale, 42 s 54 (3e place) |
| Relais 4 × 400 m  | Ahmed Douhou, Ibrahima Wade, Abderrahim El Haouzy et Leslie Djhone : 1er tour, 3 min 04 s 39 (éliminé).                                | |
| Saut en longueur  | Salim Sdiri : finale, 7,94 m (12e place) Kafétien Gomis : 1er tour, 7,99 m (éliminé) Yann Domenech : 1er tour, 7,73 m (éliminé).       | Eunice Barber : 1er tour, 6,37 m (éliminée). |
| Triple saut       | Julien Kapek : finale, 16,81 m (10e place) Karl Taillepierre : 1er tour, 15,50 m (éliminé).                                            | |
| Saut à la perche  | Romain Mesnil : 1er tour, 5,65 m (éliminé) Nicolas Guigon : 1er tour, 5,30 m (éliminé).                                                | Vanessa Boslak : finale, 4,40 m (6e place) Marie Poissonnier : 1er tour, 4,00 m (éliminée). |
| Lancer du javelot | David Brisseault : 1er, 71,86 m (éliminé)                                                                                              | |
| Lancer du poids   | | Laurence Manfredi : 17,78 m, 1er tour (éliminée). |
| Lancer du disque  | | Mélina Robert-Michon : 1er tour, 67,90 m (éliminée). |
| Lancer du marteau | | Manuela Montebrun : 1er tour, 67,90 m (éliminée). |
| 50 km marche      | Eddy Riva : 4 h 00 min 25 s (21e place) David Boulanger : 4 h 01 min 32 s (22e place) Denis Langlois : Abandon.                        | |
| Heptathlon        | | Marie Collonvillé : 6 279 points (7e place). |
| Décathlon         | Laurent Hernu : 8 237 points (7e place) Romain Barras : 8 067 points (13e place).                                                      | |

### 2008

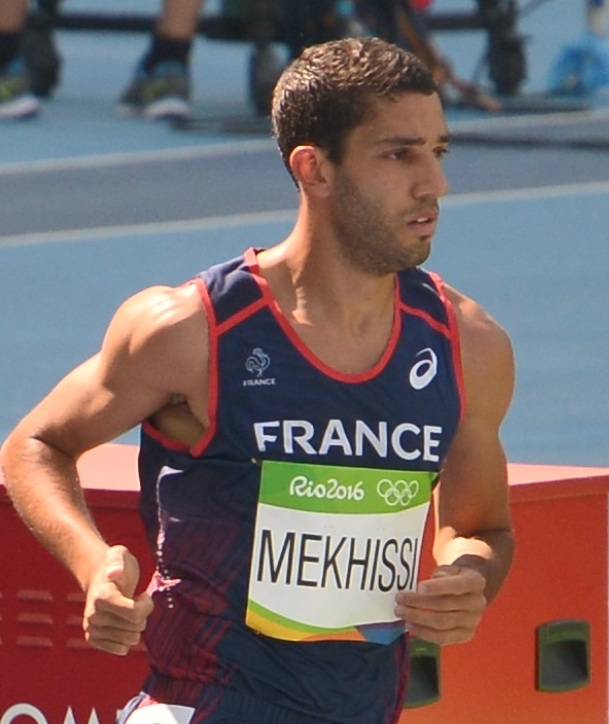
Mahiedine Mekhissi-Benabbad, triple médaillé olympique sur 3000 m steeple en 2008, 2012 et 2016.

Hommes
Courses
| Athlete                                                                                           | Épreuve         | Séries     | Séries | Quarts de finale | Quarts de finale | Demi-finales | Demi-finales | Finale     | Finale             |
| Athlete                                                                                           | Épreuve         | Résultat   | Rang   | Résultat         | Rang             | Résultat     | Rang         | Résultat   | Rang               |
| ------------------------------------------------------------------------------------------------- | --------------- | ---------- | ------ | ---------------- | ---------------- | ------------ | ------------ | ---------- | ------------------ |
| Mehdi Baala                                                                                       | 1 500 m         | 3:35.87    | 1 Q    | NC               | NC               | 3:37.47      | 2 Q          | 3:34.21    | Médaille de bronze |
| Samuel Coco-Viloin                                                                                | 110 m haies     | 13.60      | 4 Q    | 13.51            | 4 q              | 13.65        | 8            | éliminé    | éliminé            |
| Yohann Diniz                                                                                      | 50 km marche    | NC         | NC     | NC               | NC               | NC           | NC           | DNF        | DNF                |
| Leslie Djhone                                                                                     | 400 m           | 45.12      | 1 Q    | NC               | NC               | 44.79 SB     | 1 Q          | 45.11      | 5                  |
| Ladji Doucouré                                                                                    | 110 m haies     | 13.52      | 2 Q    | 13.39            | 2 Q              | 13.22 SB     | 3 Q          | 13.24      | 4                  |
| Martial Mbandjock                                                                                 | 100 m           | 10.26      | 2 Q    | 10.16            | 3 Q              | 10.18        | 8            | éliminé    | éliminé            |
| Mahiedine Mekhissi-Benabbad                                                                       | 3 000 m steeple | 8:16.95 SB | 2 Q    | NC               | NC               | NC           | NC           | 8:10.49 PB | Médaille d'argent  |
| Simon Munyutu                                                                                     | Marathon        | NC         | NC     | NC               | NC               | NC           | NC           | 2:25:50    | 57                 |
| Ronald Pognon                                                                                     | 100 m           | 10.26      | 3 Q    | 10.21            | 5                | éliminé      | éliminé      | éliminé    | éliminé            |
| Eddy Riva                                                                                         | 50 km marche    | NC         | NC     | NC               | NC               | NC           | NC           | 4:00.49    | 28                 |
| Bouabdellah Tahri                                                                                 | 3 000 m steeple | 8:23.42    | 1 Q    | NC               | NC               | NC           | NC           | 8:14.79    | 5                  |
| Vincent Zouaoui-Dandrieux                                                                         | 3 000 m steeple | 8:27.91    | 7      | NC               | NC               | NC           | NC           | éliminé    | éliminé            |
| David Alerte Christophe Lemaitre Martial Mbandjock Aimé-Issa Nthépé Ronald Pognon Manuel Reynaert | 4 × 100 m       | 39.53      | 6      | NC               | NC               | NC           | NC           | éliminé    | éliminé            |
| Leslie Djhone Richard Maunier Ydrissa M'Barke Brice Panel Teddy Venel                             | 4 × 400 m       | 3:03.19    | 8      | NC               | NC               | NC           | NC           | éliminé    | éliminé            |

Concours
| Athlete        | Épreuve          | Qualification | Qualification | Finale   | Finale  |
| Athlete        | Épreuve          | Distance      | Rang          | Distance | Rang    |
| -------------- | ---------------- | ------------- | ------------- | -------- | ------- |
| Jérôme Clavier | Saut à la perche | 5.65          | 3 q           | 5.60     | 7       |
| Colomba Fofana | Triple saut      | 16.42         | 29            | éliminé  | éliminé |
| Mickael Hanany | Saut en hauteur  | 2.25          | =14           | éliminé  | éliminé |
| Romain Mesnil  | Saut à la perche | 5.55          | =14           | éliminé  | éliminé |
| Yves Niaré     | Lancer du poids  | 19.73         | 23            | éliminé  | éliminé |
| Salim Sdiri    | Saut en longueur | 7.81          | 21            | éliminé  | éliminé |

Combinés – Decathlon
| Athlete       | Event  | 100 m | LJ   | SP    | HJ   | 400 m | 110H  | DT    | PV   | JT    | 1500 m  | Final   | Rank |
| ------------- | ------ | ----- | ---- | ----- | ---- | ----- | ----- | ----- | ---- | ----- | ------- | ------- | ---- |
| Romain Barras | Result | 11.26 | 7.08 | 15.42 | 1.96 | 49.51 | 14.21 | 45.17 | 5.00 | 65.40 | 4:29.29 | 8253 SB | 4    |
| Romain Barras | Points | 804   | 833  | 816   | 767  | 837   | 948   | 770   | 910  | 819   | 749     | 8253 SB | 4    |

Femmes
Courses
| Athlete                                                                                                   | Épreuve         | Séries     | Séries | Quarts de finale | Quarts de finale | Demi-finales    | Demi-finales    | Finale          | Finale          |
| Athlete                                                                                                   | Épreuve         | Result     | Rank   | Result           | Rank             | Result          | Rank            | Result          | Rank            |
| --- | --------------- | ---------- | ------ | ---------------- | ---------------- | --------------- | --------------- | --------------- | --------------- |
| Christine Arron                                                                                           | 100 m           | 11.37      | 1 Q    | 11.36            | 4                | éliminé         | éliminé         | éliminé         | éliminé         |
| Christelle Daunay                                                                                         | Marathon        | NC         | NC     | NC               | NC               | NC              | NC              | 2:31:48         | 20              |
| Sophie Duarte                                                                                             | 3 000 m steeple | 9:38.08    | 7      | NC               | NC               | NC              | NC              | éliminé         | éliminé         |
| Élodie Guégan                                                                                             | 800 m           | 2:03.85    | 3 Q    | NC               | NC               | DNF             | DNF             | Did not advance | Did not advance |
| Muriel Hurtis-Houairi                                                                                     | 200 m           | 22.72      | 2 Q    | 22.89            | 2 Q              | 22.71           | 5               | éliminé         | éliminé         |
| Adrianna Lamalle                                                                                          | 100 m haies     | DNS        | DNS    | NC               | NC               | Did not advance | Did not advance | Did not advance | Did not advance |
| Reïna-Flor Okori                                                                                          | 100 m haies     | 12.98      | 3 q    | NC               | NC               | 13.05           | 6               | éliminé         | éliminé         |
| Christine Arron Muriel Hurtis-Houairi Ayodelé Ikuesan Lina Jacques-Sebastien Carima Louami Myriam Soumaré | 4 × 100 m       | DNF        | DNF    | NC               | NC               | NC              | NC              | éliminé         | éliminé         |
| Phara Anacharsis Solen Desert Élodie Guégan Aurore Kassambara Virginie Michanol Thélia Sigère             | 4 × 400 m       | 3:26.61 SB | 5      | NC               | NC               | NC              | NC              | éliminé         | éliminé         |

Concours
| Athlete              | Épreuve           | Qualification | Qualification | Finale   | Finale             |
| Athlete              | Épreuve           | Distance      | Rang          | Distance | Rang               |
| -------------------- | ----------------- | ------------- | ------------- | -------- | ------------------ |
| Vanessa Boslak       | Saut à la perche  | 4.50 SB       | 2 q           | 4.55 SB  | 9                  |
| Marion Buisson       | Saut à la perche  | 4.15          | 23            | éliminé  | éliminé            |
| Stéphanie Falzon     | lancer du marteau | 68.94         | 14            | éliminé  | éliminé            |
| Manuela Montebrun    | lancer du marteau | 72.81         | 4 Q           | 72.54    | Médaille de bronze |
| Teresa Nzola Meso    | Triple saut       | 14.11         | 14            | éliminé  | éliminé            |
| Amélie Perrin        | Lancer du marteau | NM            | —             | éliminé  | éliminé            |
| Mélina Robert-Michon | Lancer du disque  | 62.21 SB      | 5 Q           | 60.66    | 8                  |
| Melanie Skotnik      | Saut en hauteur   | 1.89          | 16            | éliminé  | éliminé            |

Combinés – Heptathlon
| Athlete                    | Event  | 100H  | HJ   | SP    | 200 m | LJ   | JT    | 800 m   | Final   | Rank |
| -------------------------- | ------ | ----- | ---- | ----- | ----- | ---- | ----- | ------- | ------- | ---- |
| Marie Collonvillé          | Result | 13.57 | 1.86 | 12.42 | 25.06 | 6.21 | 46.14 | 2:11.81 | 6302 SB | 12*  |
| Marie Collonvillé          | Points | 1040  | 1054 | 689   | 881   | 915  | 785   | 938     | 6302 SB | 12*  |
| Antoinette Nana Djimou Ida | Result | 13.85 | 1.71 | 13.12 | 24.90 | 6.16 | 49.32 | 2:20.96 | 6055    | 18*  |
| Antoinette Nana Djimou Ida | Points | 1000  | 867  | 735   | 896   | 899  | 847   | 811     | 6055    | 18*  |

### 2012

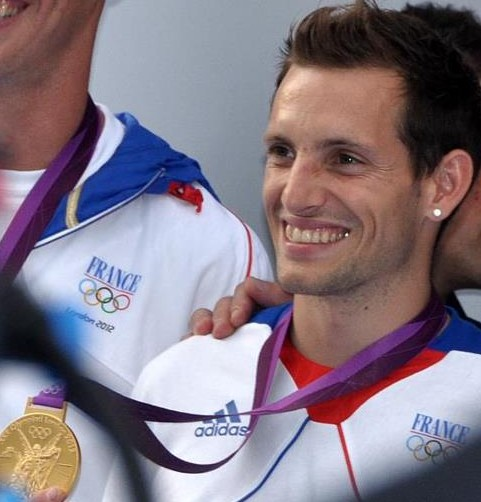
Renaud Lavillenie remporte le titre olympique du saut à la perche en 2012 à Londres.

Hommes
Courses
| Athlète                                                                                            | Épreuve          | Séries            | Séries        | Quarts de finale | Quarts de finale | Demi-finales  | Demi-finales  | Finale               | Finale                              |
| Athlète                                                                                            | Épreuve          | Résultat          | Rang          | Résultat         | Rang             | Résultat      | Rang          | Résultat             | Rang                                |
| -------------------------------------------------------------------------------------------------- | ---------------- | ----------------- | ------------- | ---------------- | ---------------- | ------------- | ------------- | -------------------- | ----------------------------------- |
| Jamale Aarrass                                                                                     | 1 500 m          | 3 min 45 s 13     | 12e (éliminé) | NC               | NC               | –             | –             | –                    | –                                   |
| Dimitri Bascou                                                                                     | 110 m haies      | 13 s 57           | 4e q          | NC               | NC               | 13 s 55       | 6e (éliminé)  | –                    | –                                   |
| Pierre-Ambroise Bosse                                                                              | 800 m            | 1 min 46 s 03     | 4e q          | NC               | NC               | 1 min 45 s 10 | 4e (éliminé)  | –                    | –                                   |
| Florian Carvalho                                                                                   | 1 500 m          | 3 min 37 s 5 (SB) | 7e q          | NC               | NC               | 3 min 40 s 61 | 13e (éliminé) | –                    | –                                   |
| Garfield Darien                                                                                    | 110 m haies      | 13 s 54           | 4e q          | NC               | NC               | 13 s 48       | 6e (éliminé)  | –                    | –                                   |
| Yohann Diniz                                                                                       | 50 km marche     | NC                | NC            | NC               | NC               | NC            | NC            | disqualifié          | disqualifié                         |
| Ladji Doucouré                                                                                     | 110 m haies      | 13 s 67           | 4e q          | NC               | NC               | 13 s 74       | 8e (éliminé)  | –                    | –                                   |
| Hassan Hirt                                                                                        | 5 000 m          | 13 min 35 s 36    | 11e (éliminé) | NC               | NC               | NC            | NC            | –                    | –                                   |
| Cédric Houssaye                                                                                    | 50 km marche     | NC                | NC            | NC               | NC               | NC            | NC            | 3 h 55 min 16 s      | 31e                                 |
| Abraham Kiprotich                                                                                  | Marathon         | NC                | NC            | NC               | NC               | NC            | NC            | abandon              | abandon                             |
| Yoann Kowal                                                                                        | 1 500 m          | 3 min 41 s 12     | 3e            | NC               | NC               | 3 min 43 s 48 | 8e (éliminé)  | –                    | –                                   |
| Christophe Lemaitre                                                                                |                  |                   |               |                  |                  |               |               |                      |                                     |
| 200 m                                                                                              | 20 s 34          | 1er               | NC            | NC               | 20 s 03          | 3e q          | 20 s 19       | 6e                   |                                     |
| Abdellatif Meftah                                                                                  | Marathon         | NC                | NC            | NC               | NC               | NC            | NC            | abandon              | abandon                             |
| Mahiedine Mekhissi-Benabbad                                                                        | 3 000 m steeple  | 8 min 16 s 23     | 1er           | NC               | NC               | NC            | NC            | 8 min 19 s 08        |                                     |
| Bertrand Moulinet                                                                                  | 20 km marche     | NC                | NC            | NC               | NC               | NC            | NC            | 1 h 20 min 12 s      | 8e                                  |
| Bertrand Moulinet                                                                                  | 50 km marche     | NC                | NC            | NC               | NC               | NC            | NC            | 3 h 45 min 35 s (PB) | 12e                                 |
| Patrick Tambwe                                                                                     | Marathon         | NC                | NC            | NC               | NC               | NC            | NC            | abandon              | abandon                             |
| Jimmy Vicaut                                                                                       | 100 m            | NC                | NC            | 10 s 11 (SB)     | 2e               | 10 s 16       | 6e (éliminé)  | –                    | –                                   |
| Vincent Zouaoui-Dandrieux                                                                          | 3 000 m steeple  | 8 min 36 s 96     | 8e (éliminé)  | NC               | NC               | NC            | NC            | –                    | –                                   |
| Ben Bassaw Emmanuel Biron Christophe Lemaitre Pierre-Alexis Pessonneaux Ronald Pognon Jimmy Vicaut | Relais 4 × 100 m | 38 s 15 (SB)      | 4e q          | NC               | NC               | NC            | NC            | 38 s 16              | Médaille de bronze, Jeux olympiques |

Concours
| Athlète           | Épreuve           | Qualification | Qualification | Finale      | Finale |
| Athlète           | Épreuve           | Distance      | Rang          | Distance    | Rang   |
| ----------------- | ----------------- | ------------- | ------------- | ----------- | ------ |
| Quentin Bigot     | Lancer du marteau | 72,42 m       | 24e (éliminé) | –           | –      |
| Jérôme Bortoluzzi | Lancer du marteau | 74,15 m       | 14e (éliminé) | –           | –      |
| Nicolas Figère    | Lancer du marteau | 69,74 m       | 32e (éliminé) | –           | –      |
| Benjamin Compaoré | Triple saut       | 17,06 m       | 3e            | 17,08 m     | 6e     |
| Mickaël Hanany    | Saut en hauteur   | 2,26 m        | 3e            | 2,20 m      | 14e    |
| Renaud Lavillenie | Saut à la perche  | 5,65 m        | 1er           | 5,97 m (OR) |        |
| Romain Mesnil     | Saut à la perche  | 5,60 m        | 6e            | 5,50 m      | 9e     |
| Salim Sdiri       | Saut en longueur  | 7,71 m        | 23e (éliminé) | –           | –      |

Combinés – Décathlon
| Athlète     | Épreuve  | 100 m   | SL     | LP      | SH     | 400 m   | 110 H   | LD      | SP     | LJ           | 1 500 m       | Total | Rang |
| ----------- | -------- | ------- | ------ | ------- | ------ | ------- | ------- | ------- | ------ | ------------ | ------------- | ----- | ---- |
| Kévin Mayer | Résultat | 11 s 32 | 7,17 m | 14,05 m | 2,05 m | 48 s 76 | 15 s 59 | 41,20 m | 4,70 m | 62,41 m (PB) | 4 min 23 s 02 | 7 952 | 15e  |
| Kévin Mayer | Points   | 791     | 854    | 731     | 850    | 873     | 780     | 689     | 819    | 774          | 791           | 7 952 | 15e  |

Femmes
Courses
| Athlète                                                                                         | Épreuve          | Séries        | Séries      | Quarts de finale | Quarts de finale | Demi-finales | Demi-finales  | Finale        | Finale |
| Athlète                                                                                         | Épreuve          | Résultat      | Rang        | Résultat         | Rang             | Résultat     | Rang          | Résultat      | Rang   |
| ----------------------------------------------------------------------------------------------- | ---------------- | ------------- | ----------- | ---------------- | ---------------- | ------------ | ------------- | ------------- | ------ |
| Véronique Mang                                                                                  | 100 m            | NC            | NC          | 11 s 41          | 6e (éliminée)    | –            | –             | –             | –      |
| Reina-Flor Okori                                                                                | 100 m haies      | 13 s 01       | 2e          | NC               | NC               | disqualifiée | disqualifiée  | –             | –      |
| Myriam Soumaré                                                                                  | 100 m            | NC            | NC          | 11 s 07 (PB)     | 2e               | 11 s 13      | 5e (éliminée) | –             | –      |
| Myriam Soumaré                                                                                  | 200 m            | 22 s 70 (SB)  | 2e          | NC               | NC               | 22 s 56 (SB) | 3e            | 22 s 63       | 6e     |
| Nelly Banco Johanna Danois Ayodele Ikuesan Lina Jacques-Sébastien Véronique Mang Myriam Soumaré | Relais 4 × 100 m | disqualifié   | disqualifié | NC               | NC               | NC           | NC            | –             | –      |
| Phara Anacharsis Elea Mariama Diarra Marie Gayot Floria Guei Lénora Guion-Firmin Muriel Hurtis  | Relais 4 × 400 m | 3 min 25 s 94 | 3e          | NC               | NC               | NC           | NC            | 3 min 25 s 92 | 6e     |

Concours
| Athlète              | Épreuve           | Qualification | Qualification  | Finale       | Finale |
| Athlète              | Épreuve           | Distance      | Rang           | Distance     | Rang   |
| -------------------- | ----------------- | ------------- | -------------- | ------------ | ------ |
| Vanessa Boslak       | Saut à la perche  | 4,55 m        | 7e             | 4,30 m       | 9e     |
| Stéphanie Falzon     | Lancer du marteau | 71,67 m       | 11e            | 73,06 m (SB) | 9e     |
| Éloyse Lesueur       | Saut en longueur  | 6,48 m        | 10e            | 6,67 m       | 8e     |
| Marion Lotout        | Saut à la perche  | 4,10 m        | 33e (éliminée) | –            | –      |
| Melanie Melfort      | Saut en hauteur   | 1,93 m (SB)   | 2e             | 1,93 m (=SB) | 9e     |
| Mélina Robert-Michon | Lancer du disque  | 62,47 m       | 12e            | 63,98 m (SB) | 6e     |

Combinés – Heptathlon
| Athlète                | Épreuve  | 100 H        | SH          | LP          | 200 m        | SL     | LJ           | 800 m              | Total      | Rang |
| ---------------------- | -------- | ------------ | ----------- | ----------- | ------------ | ------ | ------------ | ------------------ | ---------- | ---- |
| Marisa De Aniceto      | Résultat | 13 s 74 (SB) | 1,71 m (SB) | 13,9 m (PB) | 25 s 26 (SB) | 5,76 m | 51,98 m (PB) | 2 min 16 s 20 (SB) | 6 030      | 20e  |
| Marisa De Aniceto      | Points   | 1 015        | 867         | 733         | 863          | 777    | 899          | 876                | 6 030      | 20e  |
| Antoinette Nana Djimou | Résultat | 12 s 96 (PB) | 1,80 m      | 14,26 m     | 24 s 72      | 6,13 m | 55,87 m (PB) | 2 min 15 s 94 (PB) | 6 576 (PB) | 5e   |
| Antoinette Nana Djimou | Points   | 1 130        | 978         | 811         | 913          | 890    | 974          | 880                | 6 576 (PB) | 5e   |

### 2016
Hommes
Courses
| Athlète                                                                                           | Épreuve          | Séries        | Séries      | Demi-finales  | Demi-finales | Finale        | Finale                              |
| Athlète                                                                                           | Épreuve          | Temps         | Rang        | Temps         | Rang         | Temps         | Rang                                |
| ------------------------------------------------------------------------------------------------- | ---------------- | ------------- | ----------- | ------------- | ------------ | ------------- | ----------------------------------- |
| Jimmy Vicaut                                                                                      | 100 m            | 10 s 19       | 21e         | 9 s 95        | 4e           | 10 s 04       | 7e                                  |
| Christophe Lemaitre                                                                               | 100 m            | 10 s 16       | 15e         | 10 s 07       | 13e          | Éliminé       | Éliminé                             |
| Christophe Lemaitre                                                                               | 200 m            | 20 s 28       | 15e         | 20 s 01       | 4e           | 20 s 12       | Médaille de bronze, Jeux olympiques |
| Pierre-Ambroise Bosse                                                                             | 800 m            | 1 min 48 s 12 | 30e         | 1 min 43 s 85 | 1er          | 1 min 43 s 41 | 4e                                  |
| Florian Carvalho                                                                                  | 1 500 m          | 3 min 41 s 87 | 21e         | Éliminé       | Éliminé      | Éliminé       | Éliminé                             |
| Dimitri Bascou                                                                                    | 110 m haies      | 13 s 31       | 3e          | 13 s 23       | 2e           | 13 s 24       | Médaille de bronze, Jeux olympiques |
| Pascal Martinot-Lagarde                                                                           | 110 m haies      | 13 s 36       | 5e          | 13 s 25       | 3e           | 13 s 29       | 4e                                  |
| Wilhem Belocian                                                                                   | 110 m haies      | Disqualifié   | Disqualifié | Éliminé       | Éliminé      | Éliminé       | Éliminé                             |
| Mahiedine Mekhissi-Benabbad                                                                       | 3 000 m steeple  | 8 min 26 s 32 | 12e         | Non courues   | Non courues  | 8 min 11 s 52 | Médaille de bronze, Jeux olympiques |
| Yoann Kowal                                                                                       | 3 000 m steeple  | 8 min 23 s 49 | 5e          | Non courues   | Non courues  | 8 min 16 s 75 | 5e                                  |
| Kévin Campion                                                                                     | 20 km marche     | Non courues   | Non courues | Non courues   | Non courues  | 1 h 26 min 22 | 49e                                 |
| Yohann Diniz                                                                                      | 50 km marche     | Non courues   | Non courues | Non courues   | Non courues  | 3 h 46 min 43 | 8e                                  |
| Guy-Elphège Anouman Stuart Dutamby Christophe Lemaitre Marvin René Jimmy Vicaut Mickael-Meba Zeze | Relais 4 x 100 m | 38 s 35       | 11e         | Non courues   | Non courues  | Éliminés      | Éliminés                            |
| Mame-Ibra Anne Mamadou Kassé Hanne Mamoudou Hanne Teddy Atine-Venel Thomas Jordier Ludvy Vaillant | Relais 4 x 400 m | 3 min 0 s 82  | 10e         | Non courues   | Non courues  | Éliminés      | Éliminés                            |

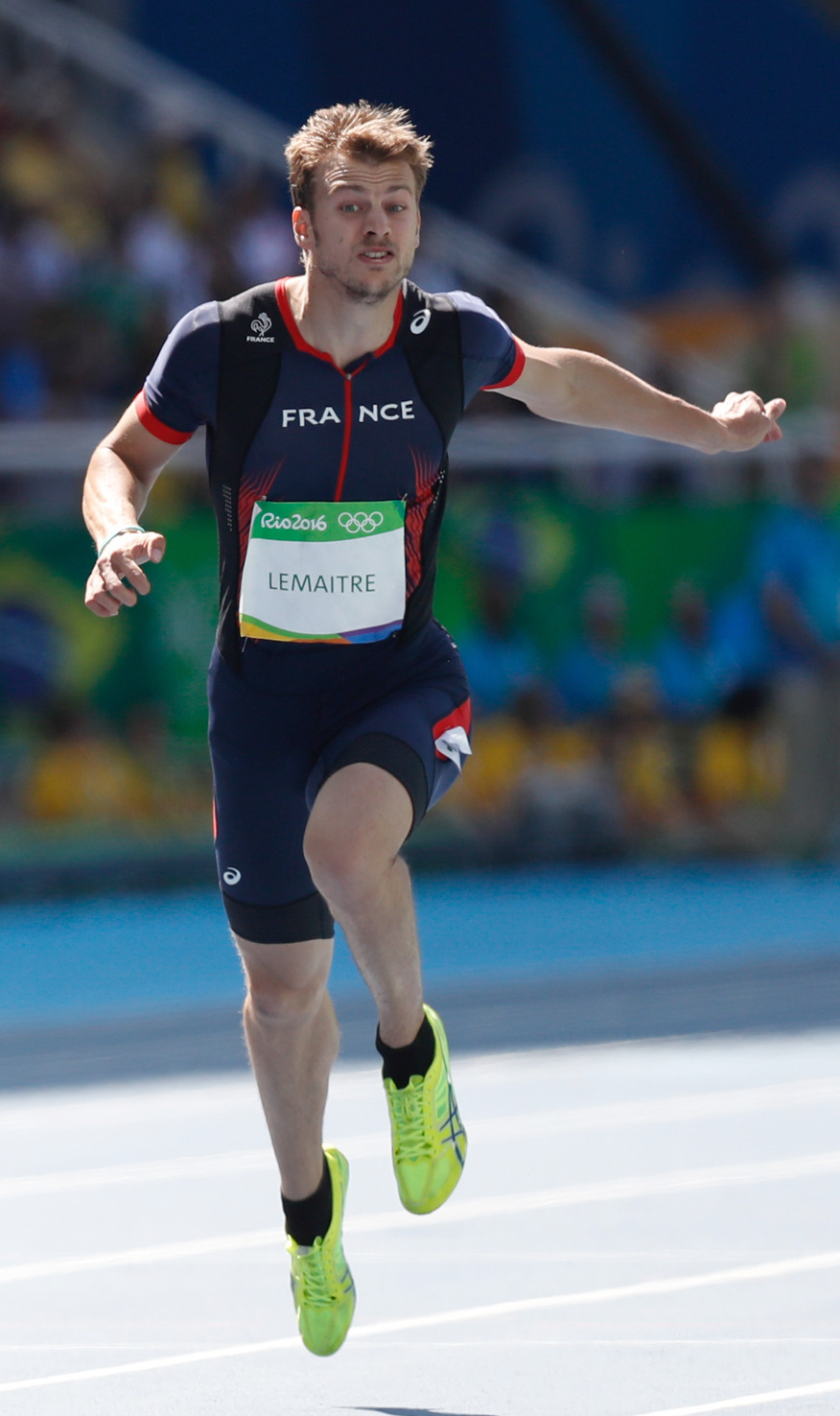
Christophe Lemaitre, médaillé de bronze sur 200 m en 2016 à Rio.

La France n'est pas représentée au 400 m, 5 000 m, 10 000 m, 400 m haies et au marathon.
Concours
| Athlète           | Épreuve          | Qualifications | Qualifications | Finale      | Finale                             |
| Athlète           | Épreuve          | Performance    | Rang           | Performance | Rang                               |
| ----------------- | ---------------- | -------------- | -------------- | ----------- | ---------------------------------- |
| Benjamin Compaoré | Triple saut      | 16,72 m        | 9e             | 16,54 m     | 10e                                |
| Harold Correa     | Triple saut      | 16,60 m        | 13e            | Éliminé     | Éliminé                            |
| Kafétien Gomis    | Saut en longueur | 7,89 m         | 11e            | 8,05 m      | 8e                                 |
| Renaud Lavillenie | Saut à la perche | 5,70 m         | 4e             | 5,98 m      | Médaille d'argent, Jeux olympiques |
| Stanley Joseph    | Saut à la perche | 5,45 m         | 16e            | Éliminé     | Éliminé                            |
| Kevin Menaldo     | Saut à la perche | 5,45 m         | 16e            | Éliminé     | Éliminé                            |

La France n'est pas représentée en saut en hauteur, en lancer du poids, en lancer du marteau, en lancer du disque et en lancer du javelot.
Combinés – Décathlon
| Athlète        | Épreuve  | 100 m   | SL     | LP      | SH     | 400 m   | 110 H   | LD      | SP     | LJ      | 1 500 m       | Total | Rang                               |
| -------------- | -------- | ------- | ------ | ------- | ------ | ------- | ------- | ------- | ------ | ------- | ------------- | ----- | ---------------------------------- |
| Kévin Mayer    | Résultat | 10 s 81 | 7,60 m | 15,76 m | 2,04 m | 48 s 28 | 14 s 02 | 46,78 m | 5,40 m | 65,04 m | 4 min 25 s 49 | 8 834 | Médaille d'argent, Jeux olympiques |
| Kévin Mayer    | Points   | 903     | 960    | 836     | 840    | 896     | 972     | 804     | 1 035  | 814     | 774           | 8 834 | Médaille d'argent, Jeux olympiques |
| Bastien Auzeil | Résultat | 11 s 17 | 7,07 m | 15,41 m | 1,98 m | 49 s 34 | 14 s 82 | 42,23 m | 5,10 m | 61,91 m | 4 min 40 s 50 | 8 064 | 13e                                |
| Bastien Auzeil | Points   | 823     | 830    | 815     | 785    | 845     | 871     | 710     | 941    | 767     | 677           | 8 064 | 13e                                |

Femmes
Courses
| Athlète                                                                                         | Épreuve          | Séries        | Séries      | Demi-finales | Demi-finales | Finale        | Finale    |
| Athlète                                                                                         | Épreuve          | Temps         | Rang        | Temps        | Rang         | Temps         | Rang      |
| ----------------------------------------------------------------------------------------------- | ---------------- | ------------- | ----------- | ------------ | ------------ | ------------- | --------- |
| Cindy Billaud                                                                                   | 100 m haies      | 12 s 98       | 22e         | 13 s 03      | 17e          | Éliminée      | Éliminée  |
| Sandra Gomis                                                                                    | 100 m haies      | 13 s 04       | 26e         | 13 s 23      | 20e          | Éliminée      | Éliminée  |
| Floria Gueï                                                                                     | 400 m            | 51 s 29       | 7e          | 51 s 08      | 11e          | Éliminée      | Éliminée  |
| Phara Anacharsis                                                                                | 400 m haies      | 56 s 64       | 27e         | Éliminée     | Éliminée     | Éliminée      | Éliminée  |
| Justine Fedronic                                                                                | 800 m            | 2 min 02 s 73 | 46e         | Éliminée     | Éliminée     | Éliminée      | Éliminée  |
| Rénelle Lamote                                                                                  | 800 m            | 2 min 02 s 19 | 44e         | Éliminée     | Éliminée     | Éliminée      | Éliminée  |
| Émilie Menuet                                                                                   | 20 km marche     | Non courues   | Non courues | Non courues  | Non courues  | 1 h 32 min 04 | 13e       |
| Christelle Daunay                                                                               | Marathon         | Non couru     | Non couru   | Non couru    | Non couru    | Abandon       | Abandon   |
| Stella Akakpo Céline Distel-Bonnet Jennifer Galais Floriane Gnafoua Maroussia Paré Carolle Zahi | Relais 4 x 100 m | 43 s 07       | 11e         | Non courues  | Non courues  | Éliminées     | Éliminées |
| Phara Anacharsis Elea-Mariama Diarra Marie Gayot Floria Gueï Brigitte Ntiamoah Agnès Raharolahy | Relais 4 x 400 m | 3 min 26 s 18 | 10e         | Non courues  | Non courues  | Éliminées     | Éliminées |

La France n'est pas représentée au 100 m, 200 m, 1 500 m, 5 000 m, 10 000 m et au 3 000 m steeple.
Concours
| Athlètes              | Épreuve           | Qualification | Qualification | Finale       | Finale                             |
| Athlètes              | Épreuve           | Performances  | Rang          | Performances | Rang                               |
| --------------------- | ----------------- | ------------- | ------------- | ------------ | ---------------------------------- |
| Jeanine Assani-Issouf | Triple saut       | 13,97 m       | 19e           | Éliminée     | Éliminée                           |
| Vanessa Boslak        | Saut à la perche  | 4,30 m        | 28e           | Éliminée     | Éliminée                           |
| Mathilde Andraud      | Lancer du javelot | 56,61 m       | 24e           | Éliminée     | Éliminée                           |
| Pauline Pousse        | Lancer du disque  | 58,98 m       | 13e           | Éliminée     | Éliminée                           |
| Mélina Robert-Michon  | Lancer du disque  | 62,59 m       | 7e            | 66,73 m      | Médaille d'argent, Jeux olympiques |
| Alexandra Tavernier   | Lancer du marteau | 70,30 m       | 12e           | 65,18 m      | 11e                                |

La France n'est pas représentée en saut en hauteur, en saut en longueur et en lancer du poids.
Combinés – Heptathlon
| Athlète                | Épreuve  | 100 H   | SH     | LP      | 200 m   | SL     | LJ      | 800 m         | Total | Rang |
| ---------------------- | -------- | ------- | ------ | ------- | ------- | ------ | ------- | ------------- | ----- | ---- |
| Antoinette Nana Djimou | Résultat | 13 s 37 | 1,77 m | 14,88 m | 25 s 07 | 6,43 m | 48,76 m | 2 min 20 s 36 | 6 383 | 11e  |
| Antoinette Nana Djimou | Points   | 1 069   | 941    | 853     | 880     | 985    | 836     | 819           | 6 383 | 11e  |

### 2020

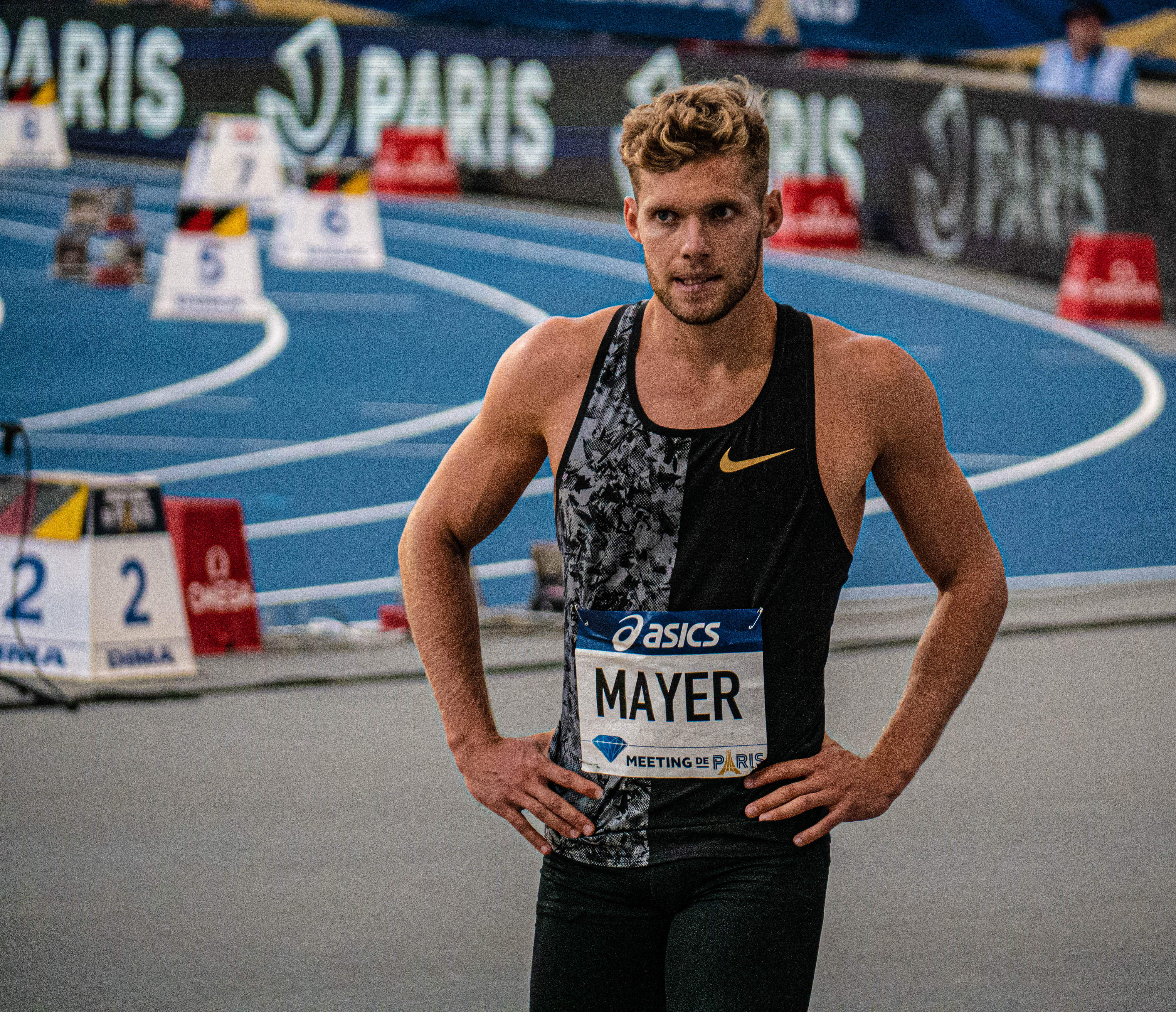
Kevin Mayer, médaillé d'argent du décathlon en 2021 à Tokyo.

Hommes
Courses
| Athlète | Épreuve          | Séries         | Séries    | Demi-finales  | Demi-finales | Finale          | Finale   |
| Athlète | Épreuve          | Temps          | Rang      | Temps         | Rang         | Temps           | Rang     |
| --- | ---------------- | -------------- | --------- | ------------- | ------------ | --------------- | -------- |
| Jimmy Vicaut | 100 m            | 10 s 07        | 2e        | 10 s 11       | 5e           | Éliminé         | Éliminé  |
| Gabriel Tual | 800 m            | 1 min 45 s 63  | 3e        | 1 min 44 s 28 | 3e           | 1 min 46 s 03   | 7e       |
| Pierre-Ambroise Bosse                                                                                               | 800 m            | 1 min 45 s 97  | 6e        | 1 min 48 s 62 | 6e           | Éliminé         | Éliminé  |
| Benjamin Robert | 800 m            | 1 min 47 s 12  | 5e        | Éliminé       | Éliminé      | Éliminé         | Éliminé  |
| Azeddine Habz | 1 500 m          | 3 min 41 s 24  | 4e        | 3 min 35 s 12 | 10e          | Éliminé         | Éliminé  |
| Baptiste Mischler                                                                                                   | 1 500 m          | 3 min 37 s 53  | 11e       | Éliminé       | Éliminé      | Éliminé         | Éliminé  |
| Alexis Miellet | 1 500 m          | 3 min 41 s 23  | 14e       | Éliminé       | Éliminé      | Éliminé         | Éliminé  |
| Jimmy Gressier | 5 000 m          | 13 min 33 s 47 | 9e        | Non couru     | Non couru    | 13 min 11 s 33  | 13e      |
| Hugo Hay | 5 000 m          | 13 min 39 s 95 | 7e        | Éliminé       | Éliminé      | Éliminé         | Éliminé  |
| Morhad Amdouni | 10 000 m         | Non couru      | Non couru | Non couru     | Non couru    | 27 min 53 s 58  | 10e      |
| Pascal Martinot-Lagarde                                                                                             | 110 m haies      | 13 s 37        | 2e        | 13 s 25       | 2e           | 13 s 16         | 5e       |
| Aurel Manga | 110 m haies      | 13 s 24        | 1er       | 13 s 24       | 2e           | 13 s 38         | 8e       |
| Wilhem Belocian | 110 m haies      | DQ             | -         | Éliminé       | Éliminé      | Éliminé         | Éliminé  |
| Ludvy Vaillant | 400 m haies      | 49 s 23        | 5e        | 49 s 02       | 7e           | Éliminé         | Éliminé  |
| Wilfried Happio | 400 m haies      | 49 s 39        | 5e        | 49 s 49       | 7e           | Éliminé         | Éliminé  |
| Alexis Phelut | 3 000 m steeple  | 8 min 19 s 36  | 3e        | Non couru     | Non couru    | 8 min 23 s 14   | 12e      |
| Djilali Bedrani | 3 000 m steeple  | 8 min 20 s 23  | 7e        | Éliminé       | Éliminé      | Éliminé         | Éliminé  |
| Louis Gilavert | 3 000 m steeple  | 8 min 36 s 35  | 12e       | Éliminé       | Éliminé      | Éliminé         | Éliminé  |
| Nicolas Navarro | Marathon         | Non couru      | Non couru | Non couru     | Non couru    | 2 h 12 min 50 s | 12e      |
| Morhad Amdouni | Marathon         | Non couru      | Non couru | Non couru     | Non couru    | 2 h 14 min 33 s | 17e      |
| Hassan Chahdi | Marathon         | Non couru      | Non couru | Non couru     | Non couru    | 2 h 18 min 40 s | 45e      |
| Kévin Campion | 20 km marche     | Non couru      | Non couru | Non couru     | Non couru    | 1 h 23 min 53 s | 16e      |
| Gabriel Bordier | 20 km marche     | Non couru      | Non couru | Non couru     | Non couru    | 1 h 25 min 23 s | 24e      |
| Yohann Diniz | 50 km marche     | Non couru      | Non couru | Non couru     | Non couru    | DNF             | DNF      |
| Mouhamadou Fall Amaury Golitin Marvin René Jimmy Vicaut Méba-Mickaël Zézé Ryan Zézé (remplaçant)                    | Relais 4 × 100 m | 38 s 18        | 5e        | Éliminés      | Éliminés     | Éliminés        | Éliminés |
| Mame-Ibra Anne Gilles Biron Thomas Jordier Muhammad Abdallah Kounta Christopher Naliali (remplaçant) Ludovic Ouceni | Relais 4 × 400 m | 3 min 0 s 81   | 6e        | Éliminés      | Éliminés     | Éliminés        | Éliminés |

Concours
| Athlètes             | Épreuve           | Qualification | Qualification | Finale      | Finale  |
| Athlètes             | Épreuve           | Performance   | Rang          | Performance | Rang    |
| -------------------- | ----------------- | ------------- | ------------- | ----------- | ------- |
| Augustin Bey         | Saut en longueur  | NM            | NC            | Éliminé     | Éliminé |
| Melvin Raffin        | Triple saut       | 16,83 m       | 11e           | NM          | 12e     |
| Benjamin Compaoré    | Triple saut       | 16,59 m       | 19e           | Éliminé     | Éliminé |
| Jean-Marc Pontvianne | Triple saut       | NM            | NC            | Éliminé     | Éliminé |
| Renaud Lavillenie    | Saut à la perche  | 5,75 m        | 6e            | 5,70 m      | 8e      |
| Valentin Lavillenie  | Saut à la perche  | 5,65 m        | 17e           | Éliminé     | Éliminé |
| Ethan Cormont        | Saut à la perche  | 5,50 m        | 22e           | Éliminé     | Éliminé |
| Quentin Bigot        | Lancer de marteau | 78,73 m       | 4e            | 79,39 m     | 5e      |
| Lolassonn Djouhan    | Lancer de disque  | 60,74 m       | 21e           | Éliminé     | Éliminé |

Combinés – Décathlon
| Athlète     | Épreuve  | 100 m   | SL     | LP      | SH     | 400 m   | 110 H   | LD      | SP     | LJ      | 1 500 m       | Total | Rang                               |
| ----------- | -------- | ------- | ------ | ------- | ------ | ------- | ------- | ------- | ------ | ------- | ------------- | ----- | ---------------------------------- |
| Kevin Mayer | Résultat | 10 s 68 | 7,50 m | 15,07 m | 2,08 m | 50 s 31 | 13 s 90 | 48,08 m | 5,20 m | 73,09 m | 4 min 43 s 17 | 8726  | Médaille d'argent, Jeux olympiques |
| Kevin Mayer | Points   | 933     | 935    | 794     | 878    | 800     | 987     | 830     | 972    | 937     | 660           | 8726  | Médaille d'argent, Jeux olympiques |

Femmes
Courses
| Athlète                                                                                                   | Épreuve          | Séries        | Séries    | Demi-finales  | Demi-finales | Finale          | Finale    |          |
| Athlète                                                                                                   | Épreuve          | Temps         | Rang      | Temps         | Rang         | Temps           | Rang      |          |
| --- | ---------------- | ------------- | --------- | ------------- | ------------ | --------------- | --------- | -------- |
| Gémima Joseph                                                                                             | 200 m            | 22 s 94       | 3e        | 23 s 19       | 7e           | Éliminée        | Éliminée  | Éliminée |
| Amandine Brossier                                                                                         | 400 m            | 51 s 65       | 2e        | 51 s 30       | 6e           | Éliminée        | Éliminée  |          |
| Rénelle Lamote                                                                                            | 800 m            | 2 min 1 s 92  | 1re       | 1 min 59 s 40 | 5e           | Éliminée        | Éliminée  |          |
| Laura Valette                                                                                             | 100 m haies      | 14 s 52       | 8e        | Éliminée      | Éliminée     | Éliminée        | Éliminée  |          |
| Cyréna Samba-Mayela                                                                                       | 100 m haies      | DNS           | NC        | Éliminée      | Éliminée     | Éliminée        | Éliminée  |          |
| Susan Jeptooo Kipsang                                                                                     | Marathon         | Non couru     | Non couru | Non couru     | Non couru    | 2 h 36 min 29 s | 38e       |          |
| Wided Atatou (remplaçante) Eva Berger Cynthia Leduc Orlann Ombissa-Dzangue Maroussia Paré Carolle Zahi    | Relais 4 x 100 m | 42 s 68       | 4e        | Non couru     | Non couru    | 42 s 89         | 7e        |          |
| Amandine Brossier Floria Gueï Diana Iscaye Sokhna Lacoste Brigitte Ntiamoah Sounkamba Sylla (remplaçante) | Relais 4 x 400 m | 3 min 25 s 07 | 5e        | Éliminées     | Éliminées    | Éliminées       | Éliminées |          |

Concours
| Athlètes              | Épreuve           | Qualification | Qualification | Finale      | Finale   |
| Athlètes              | Épreuve           | Performance   | Rang          | Performance | Rang     |
| --------------------- | ----------------- | ------------- | ------------- | ----------- | -------- |
| Yanis Esméralda David | Saut en longueur  | 6,27 m        | 23e           | Éliminée    | Éliminée |
| Rouguy Diallo         | Triple saut       | 14,29 m       | 9e            | 14,38 m     | 9e       |
| Mélina Robert-Michon  | Lancer de disque  | 60,88 m       | 15e           | Éliminée    | Éliminée |
| Alexandra Tavernier   | Lancer de marteau | 73,51 m       | 3e            | 74,41 m     | 4e       |